# Apúlia

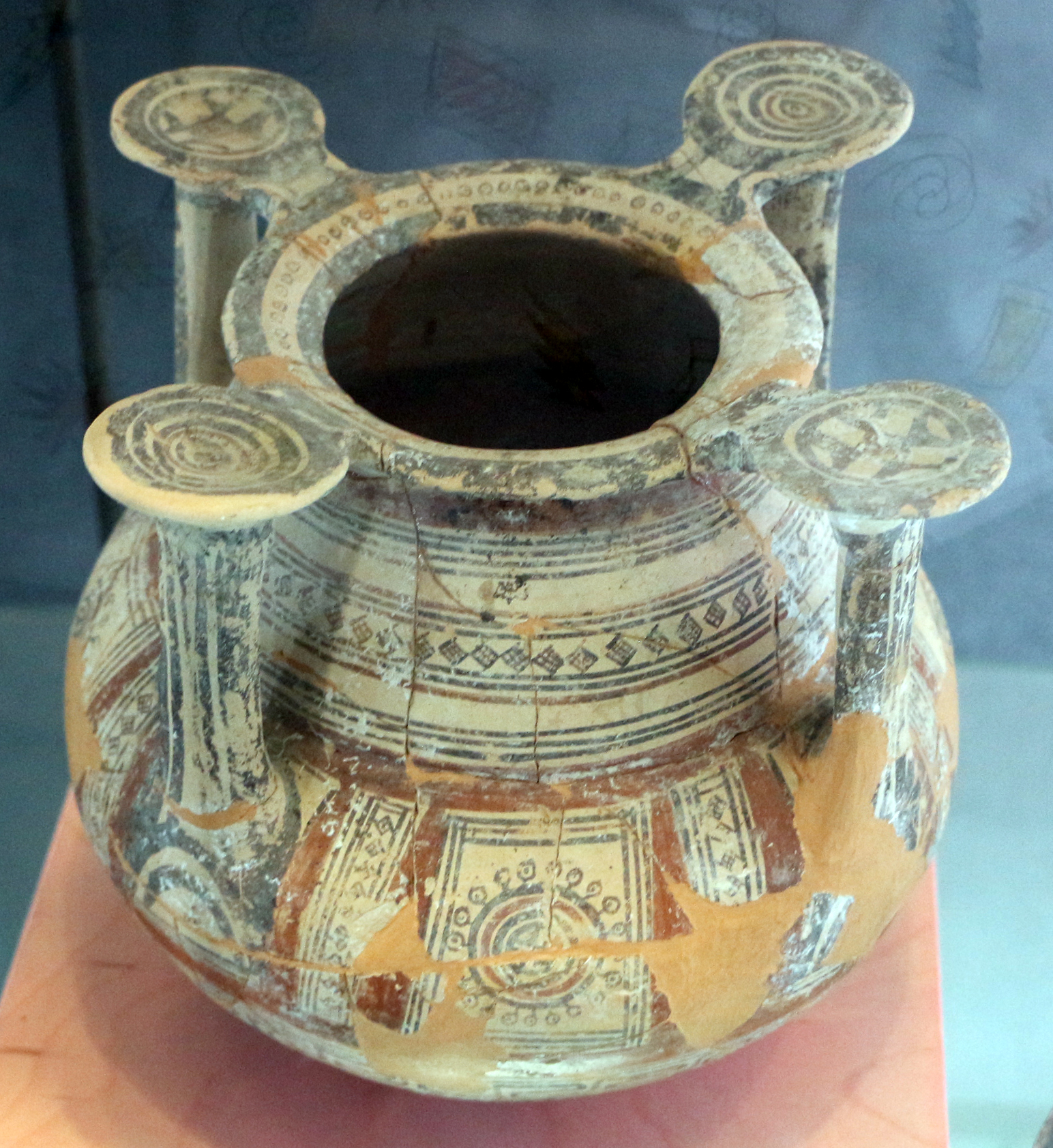
Vaso messápio do século VI ou no de Lecce

A Apúlia (em italiano: Puglia,  AFI: /ˈpuʎʎa/; em latim: Apulia; em grego clássico:  Ἀπουλία; romaniz.: Apoulía) é uma região da Itália meridional com 19 541 km² cuja capital é Bari. Em 2017 tinha 4 049 743 habitantes (densidade: 207,2 hab./km²). É formada pelas províncias de Foggia, Barletta-Andria-Trani, Tarento, Brindisi e Lecce e pela cidade metropolitana de Bari (denominação modificada em 2015).
É a região mais oriental de Itália. A sua parte mais a sul, a península do Salento, constitui o chamado "salto da bota italiana". É limitada pela regiões italianas do Molise a noroeste, da Campânia a oeste-sudoeste e da Basilicata a sul. A leste é banhada pelo mar Jónico e estreito de Otranto, a sul pelo golfo de Tarento (parte do mar Jónico) e a norte pelo mar Adriático. Do outro lado do Adriático e mar Jónico situam-se a Croácia, Bósnia e Herzegovina, Albânia (o cabo de Otranto, o ponto mais oriental da Itália, situa-se a 72 km da costa albanesa), Montenegro e Grécia.
O gentílico em português dos naturais da Apúlia é apuliense ou apuliano; em italiano é pugliese (pugliesi, no plural).

## Toponímia
O nome histórico Apulia é latino e tem origem no grego clássico Ἰαπυγία (Iapygía), que por sua vez tem origem nos iapígios, o povo que em tempos pré-romanos habitou a parte centro-norte da região (os dáunios a norte, os peucécios no centro e os messápios a sul). O prefixo -iap (ou -jap) do termo iapudes (ou japudes) pode indicar que esses povos teriam vindo da outra costa do Adriático. De acordo com uma pseudo-etimologia generalizada, Apulia deriva de Apluvia, que significa "terra sem chuvas".
Durante o período romano a região pertenceu à província de Apúlia e Calábria (Regio II Apulia et Calabria), que não incluía a península do Salento, que só posteriormente passou a ser também considerada parte da Apúlia. O nome italiano Puglia no singular só se generalizou nas últimas décadas; antes da criação das atuais regiões administrativas, na década de 1940, era comum usar-se indiferenciadamente Puglia (no singular) como le Puglie ("as Apúlias", no plural). Por exemplo, desde a unificação de Itália, no século XIX, até 1931, o nome da capital apuliense era Bari delle Puglie.

## História
A Apúlia é uma das regiões arqueologicamente mais ricas da Itália. O povoamento da região remonta há pelo menos 250 000 anos, o que é atestado pelos restos fósseis do Homem de Altamura, um espécime arcaico de Homo neanderthalensis. Há numerosos vestígios pré-históricos, que incluem menires e dólmens. Por volta do 1.º milénio a.C., os povos dáunios, peucécios e messápios, provavelmente originários da Ilíria estabeleceram-se na região.
Mais tarde surgiram colónias gregas, as primeiras das quais fundadas por micénicos. Durante o período da Magna Grécia, havia numerosas colónias gregas na região, especialmente na parte meridional, nomeadamente a cidade espartana de Taras (atual Tarento).
Durante a Segunda Guerra Samnita (326–304 a.C.), o exército romano sofreu uma pesada derrota na Batalha das Forcas Caudinas (321   a.C.), quando tentava socorrer Lucéria, que estava sitiada pelos samnitas. Roma percebeu rapidamente a importância estratégica da Apúlia, mas a ocupação da região, que só ocorrei no século III a.C., não foi fácil, devido sobretudo à resistência de Tarento e Brundísio (Brindisi). Em 216 a.C. o exército romano sofreu a pior derrota da sua história na batalha de Canas, travada perto da atual cidade de Barletta contra os cartagineses comandados por Aníbal.
| “ | «Conectitur secunda regio amplexa Hirpinos, Calabriam, Apuliam, Sallentinos ... Graeci Messapiam a duce appellavere et ante Peucetiam a Peucetio Oenotri fratre in Sallentino agro» Tradução: "Faz fronteira com estes lugares a Lucânia a segunda região, que inclui os Hirpinos, a Calábria e os Salentos ... Os gregos chamaram-lhe Calábria Messápia, do nome do seu comandante e antes disso Peucécia, de Peucécio, o irmão de Enotro, que residia no território de Salento." | ” |
|   | — Plínio, o Velho. Naturalis Historia. Livro III. |   |

A província romana de II Região Apúlia e Calábria foi criada no século III a.C. e incluía Sâmnio e partes do que hoje Molise e Basilicata oriental. A extensão da Via Ápia até Brundísio nesse mesmo século e, mais tarde, durante a era imperial, a construção da Via Trajana, fez prosperar cidades apulienses como Écas (atual Troia), Herdônia (Ordona), Sílvio (Gravina na Apúlia), Canúsio (Canosa di Puglia), Rubos (Ruvo di Puglia) e Botonto (Bitonto). A região era líder na produção de trigo e azeite, tornando-se a maior exportadora de azeite no Oriente.
Após a queda do Império Romano do Ocidente, a Apúlia passou por um longo período de decadência e violência. Muitos povos, como os hérulos liderados por Odoacro, e os ostrogodos, ocuparam alternadamente a região, que acabaria por se tornar uma possessão do Império Bizantino durante a Guerra Gótica (535–554). Bari tornou-se então a capital dum território que se estendia até à atual Basilicata, que era governado pelo catapano da Itália, em cuja designação tem origem o topónimo histórico Capitanata, que designa a parte setentrional da atual Apúlia cujo núcleo é a atual província de Foggia. Na sequência da guerras bizantino-normandas, no século XI a região passou para as mãos dos normandos.
Em 1043 o normando Guilherme Altavila (Braço de Ferro) fundou o Condado da Apúlia, que abarcava a Apúlia central, Gargano, Capitanata, Campânia e Vulture (sub-região do noroeste de Basilicata). O condado deu lugar ao Ducado da Apúlia e Calábria quando o então conde Roberto Guiscardo foi elevado a duque pelo papa Nicolau II, em 1059. Além do território do condado de Guilherme Braço de Ferro, este ducado abrangia praticamente toda a Apúlia e a Calábria. Em 1088, Boemundo de Antioquia, filho de Guiscardo, fundou o Principado de Tarento (1088–1465), a atual Terra de Otranto e tinha capital em Tarento. Este principado durou até 1465.
O Ducado da Apúlia e Calábria foi dissolvido em 1130, quando o duque Rogério de Altavila fundou o Reino da Sicília, do qual fazia parte a Apúlia. No século XIII, o nome Apúlia foi usado por alguns autores para designar toda a parte sul da península Itálica. A última monarca Altavila do Reino da Sicília foi Constança (r. 1194–1198), casada com o sacro-imperador romano-germânico Henrique VI, um suábio da Casa de Hohenstaufen. A partir daí, o trono siciliano passou a ser ocupado pelos Hohenstaufen.
Tanto com os normandos como com os suábios a Apúlia alcançou um grande progresso económico e civil, que teve o seu apogeu com Frederico II (r. 1198–1250), filho de Constança, ao qual se devem vários edifícios religiosos e seculares, entre eles vários castelo, dos quais o mais famoso e de maior valor artístico é o Castel del Monte, em Andria, por vezes chamado a "Coroa da Apúlia".
Após 1282 a Apúlia passou a fazer parte do Reino de Nápoles (por vezes conhecido como Reino da Sicília, devido a este também ter tido Nápoles na sua posse), uma situação que se manteve até à unificação italiana em 1861. O Reino de Nápoles foi independente sob o domínio da Casa capetiana de Anjou, entre 1282 e 1442, quando passou a fazer parte do Reino de Aragão até 1458. Foi novamente independente sob um ramo da Casa de Trastâmara até 1501. Como resultado da Guerra Franco-Espanhola de 1501–1504, Nápoles voltou a estar sob o domínio de Aragão e do Império Espanhol entre 1504 e 1714. O poder dos latifundiários locais começou nesta altura criar raízes.
Quando piratas da Barbária comandados por Dragute Arrais saquearam Vieste em 1554, foram mortas milhares de pessoas (mais de 5 000, segundo algumas fontes) e outras tantas (mais de 7 000, segundo algumas fontes) foram capturadas e posteriormente vendidas como escravas. A costa da Apúlia foi várias vezes ocupada pela República de Veneza e pelo Império Otomano, nomeadamente em 1480–1481, quando Otranto foi tomada durante pouco mais de um ano.

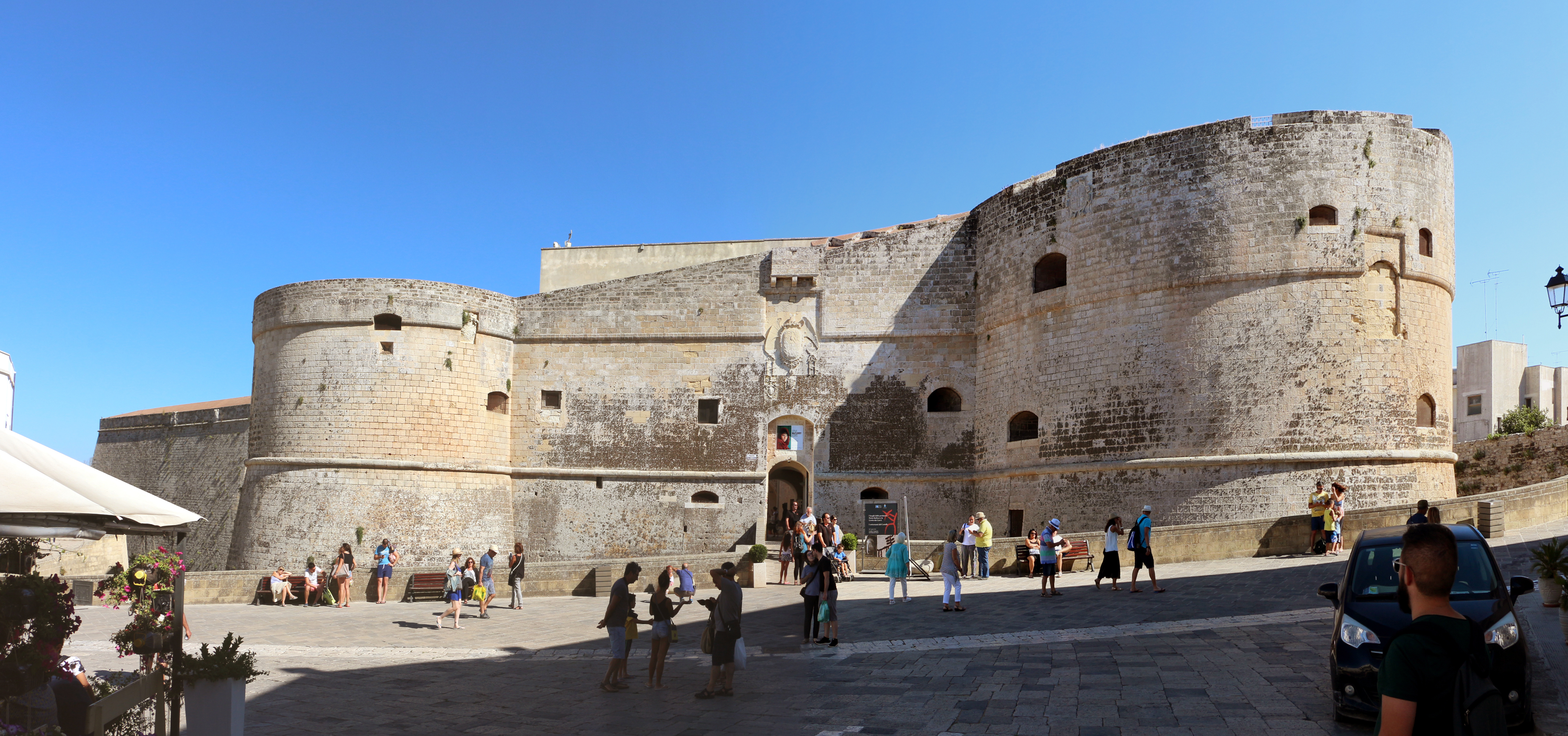

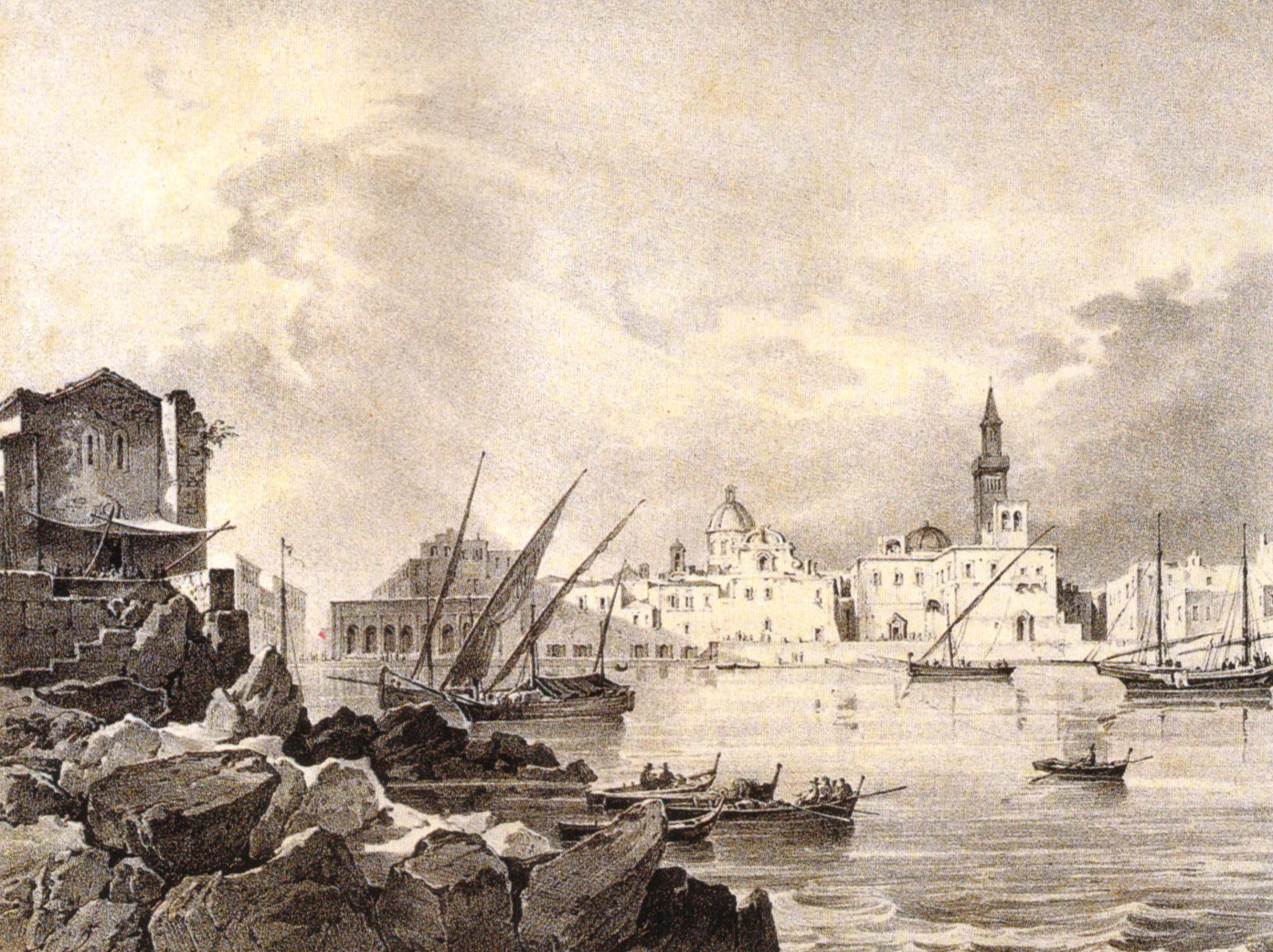
Gravura do porto de Bari no século XIX

Depois de várias trocas de poderes, em 1734, na sequência da batalha de Bitonto, juntamente com o resto do Reino de Nápoles, a Apúlia passou do domínio dos Habsburgos para o domínio dos Bourbons. Entre 1806 e 1815, durante o período napoleónico, o reino teve monarcas franceses, o que trouxe modernização à Apúlia, com a abolição do feudalismo e reformas judiciais. Em 1815 os Bourbons retomaram o poder e pouco depois fundaram o Reino das Duas Sicílias, unificando definitivamente os reinos de Nápoles e da Sicília.
Em 1820 formaram-se na região vários movimentos liberais, com a difusão da Maçonaria e da Carbonária. Em 1861, a Apúlia passou a fazer parte do então criado Reino de Itália, cuja capital era Turim. Nas palavras do historiador britânico David Gilmour, Turim era tão distante que Otranto estava mais próxima de 17 capitais estrangeiras do que estava da capital italiana. A Apúlia foi então dividida administrativamente nas províncias de Foggia, Bari e Lecce. No século XX foram criadas as províncias de Brindisi e de Tarento. No período que se seguiu à unificação da Itália, surgiram várias quadrilhas de brigantes que ficaram famosos, entre os quais se destacaram Michele Caruso, Antonio Ângelo Del Sambro e Giuseppe Schiavone, este último tenente leal do capobrigante (chefe de bandidos) Lucan Carmine Crocco.
A gradual decadência do latifúndio foi acompanhada pela decadência das antigas masserie apulienses, herdades agrícolas de extensão média. Durante o fascismo, foram recuperadas grandes extensões de terras agrícolas e, após a reforma agrária do pós-guerra, a região registou um forte desenvolvimento agrícola. Nos anos 1970 e 1980, a economia passou a depender mais do setor terciário do que do setor primário, devido ao notável desenvolvimento do turismo.
Em 1946, durante os trabalhos da assembleia constituinte foi feita um proposta para tornar a Apúlia e Salento duas regiões distintas. Na sequência dum relatório do então deputado salentino Giuseppe Codacci Pisanelli, em 17 de dezembro de 1946, foi criada no papel a Região do Salento, mas quando o texto da ratificação das regiões foi votado, em 29 de novembro de 1947, tal região não era mencionada. O deputado socialista Vito Mario Stampacchia declarou na assembleia que a Região do Salento tinha sido sacrificada num acordo feito entre os democratas-cristãos e os comunistas para defender os fortes interesses económicos de Bari. O principal arquiteto desse acordo foi o salentino Aldo Moro. As funções da Região da Apúlia, embora já definidas, só foram implementadas em 1970.
Em 2004 foi criada uma nova província apuliense, Barletta-Andria-Trani, com dez comunas que pertenciam às províncias de Bari e de Foggia e com a capital partilhada entre as três cidades que lhe dão o nome. A província tornou-se completamente operacional com as eleições provinciais de 2009.

## Geografia

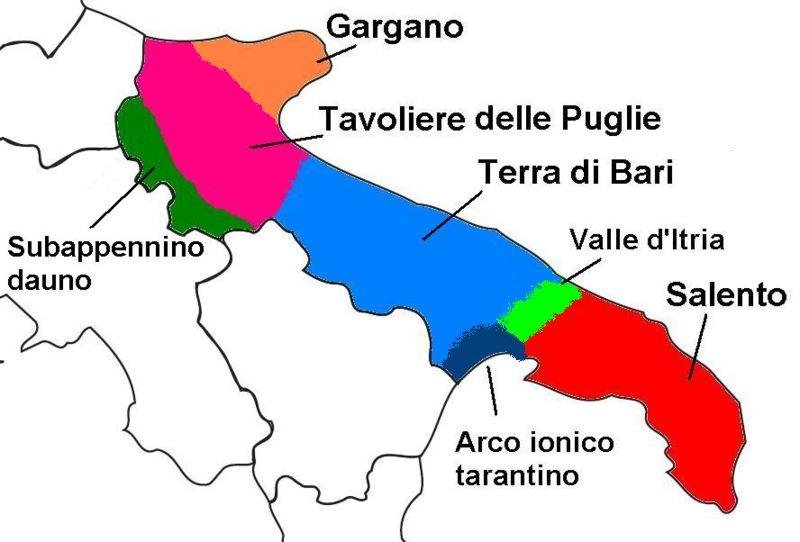
Principais subregiões geográficas das Apúlia

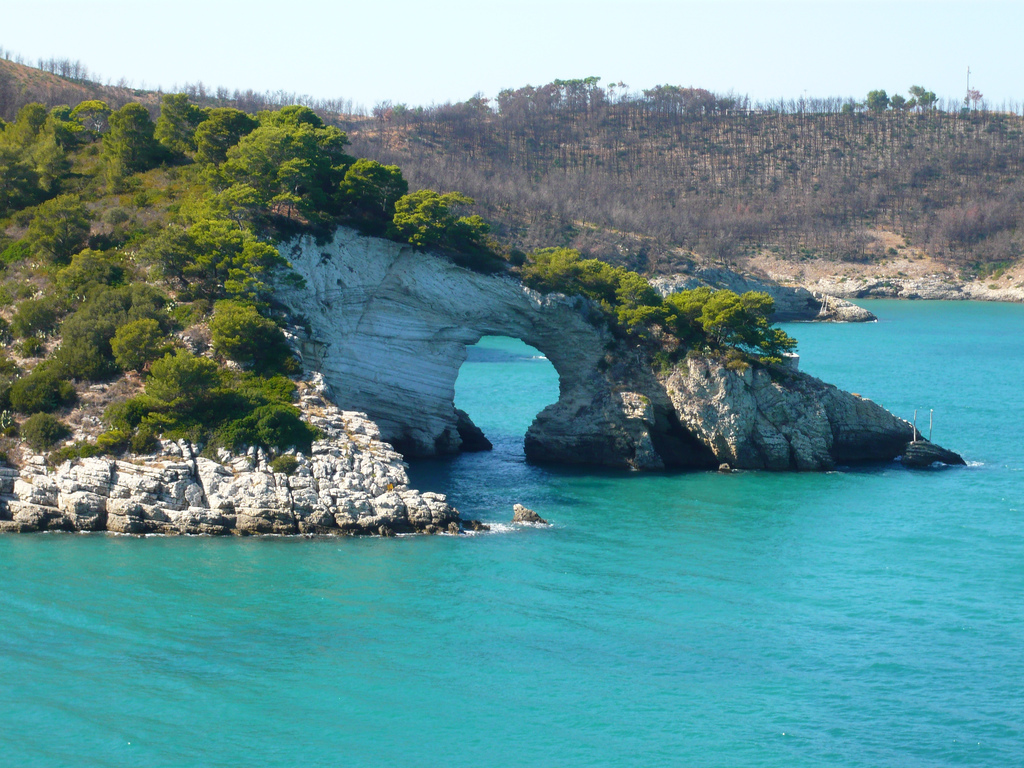
Um arco natural nas falésias calcárias da costa do Gargano, na comuna de Vieste

A costa marítima da Apúlia é mais extensa do que qualquer das outras regiões continentais italianas. Extende-se ao longo de 865 km, desde o promontório de Gargano, a norte, até á área árida do Salento. Na região há dois parques nacionais: o da Alta Múrgia, com 680,8 km² e sede em Gravina in Puglia; e o do Gargano, com 1 211,2 km².
A costa alterna entre trechos rochosos, com falésias, como em Gargano, e praias de areia, como no golfo de Tarento. Em 2010, o ministério da saúde italiano considerava que 98% da costa apuliense era adequada para banhos. Fora das áreas dos parques nacionais, nas partes norte e ocidental, a maior parte da Apúlia é bastante plana, especialmente o Salento, apenas com algumas colinas baixas. Geograficamente, a Apúlia está dividida em oito sub-regiões: Gargano, Subapenino Dauno (montes da Daunia), Tavoliere delle Puglie (tradução aproximada: planalto ou meseta da Apúlia), Múrgia (ou Murge), Terra de Bari e Vale de Itria, Arco Jónico Tarentino e Serras Salentinas.
O Gargano e o Subapenino Dauno são as únicas áreas verdadeiramente montanhosas da Apúlia, com cumes cuja altitude ultrapassa os 1 000–1 100 metros. Com 4 810 km² de área, a Tavoliere delle Puglie é a maior planície italiana a seguir à planície Padana. A Múrgia é um planalto calcário situado a sul do Tavoliere que se estende até ao Salento. A Terra de Bari, entre a Múrgia e o mar Adriático é plana, com terrenos ligeiramente ondulados em algumas partes. O vale de Itria, situado entre as províncias de Bari, Brindisi e Tarento, caracteriza-se por uma alternância entre vales e colinas ondulantes; o povoamento é muito disperso e é a área onde se encontram mais trulli, as construções tradicionais apulienses com telhados cónicos. o Arco Iónico Tarantino estende-se ao longo de toda a costa da província de Tarento, desde a Múrgia, a norte, até ao Salento, a sul, abrangendo uma zona montanhosa e uma larga faixa costeira plana entrecortada por gravinas. 
A região inclui também os arquipélagos das Tremiti, situado no Adriático, a nordeste da costa do Gargano, e das Cheradi, perto de Tarento, além da pequena ilha de Santo André, ao largo de Gallipoli, no mar Jónico. Em termos geográficos, o pequeno arquipélago de Palagruža (em italiano: Pelagosa), situado a nordeste das Tremiti e pertencente à Croácia, também faz parte da Apúlia.

### Orografia

Esquema altimétrico da Apúlia

A maior parte do território da Apúlia (53%) é plano; 45% é acidentado (com colinas) e apenas 2% é montanhoso, o que faz da região a menos montanhosa da Itália. As montanhas mais altas encontram-se no Subapenino Dauno, na parte noroeste, na fronteira com a Campânia, cujo cume mais alto é o monte Cornacchia (1 152 m), e no promontório do Gargano, na parte nordeste, cujo cume mais alto é o monte Calvo (1 055 m). Outras montanhas relativamente altas do Gargano são os montes Spigno, Vernone, Sacro e Caccia.
Os territórios de colinas encontram-se nas sub-regiões de Múrgia e de Salento. A sub-região de Múrgia é um extenso planalto cárstico de forma aproximadamente retangular que constitui grande parte das províncias de Bari e de Barletta-Andria-Trani. Estende-se para ocidente, até à província de Matera, em Basilicata. Para sul vai até às províncias de Tarento e de Brindisi. Está dividida na Alta Múrgia e na Baixa Múrgia. A primeira é a parte mais alta e rochosa, onde predominam os bosques mistos e a vegetação é muito pobre. Na Baixa Múrgia a terra é mais fértil e está em grande parte coberta por olivais. As Serras Salentinas são uma área montanhosa situada na metade meridional da província de Lecce.
As áreas de planície são o Tavoliere delle Puglie, que ocupa praticamente metade da sub-região histórica da Capitanata, o Tavoliere salentino, um vasto conjunto de terras baixas no Salento, que abrangem grande parte da província de Brindisi (a piana brindisina), toda a parte norte da província de Lecce, a parte sul da província de Tarento e a faixa costeira da Terra de Bari, entre a Múrgia e o mar Adriático, que vai desde a foz do rio Ofanto (Barletta) até Fasano.

## Geologia

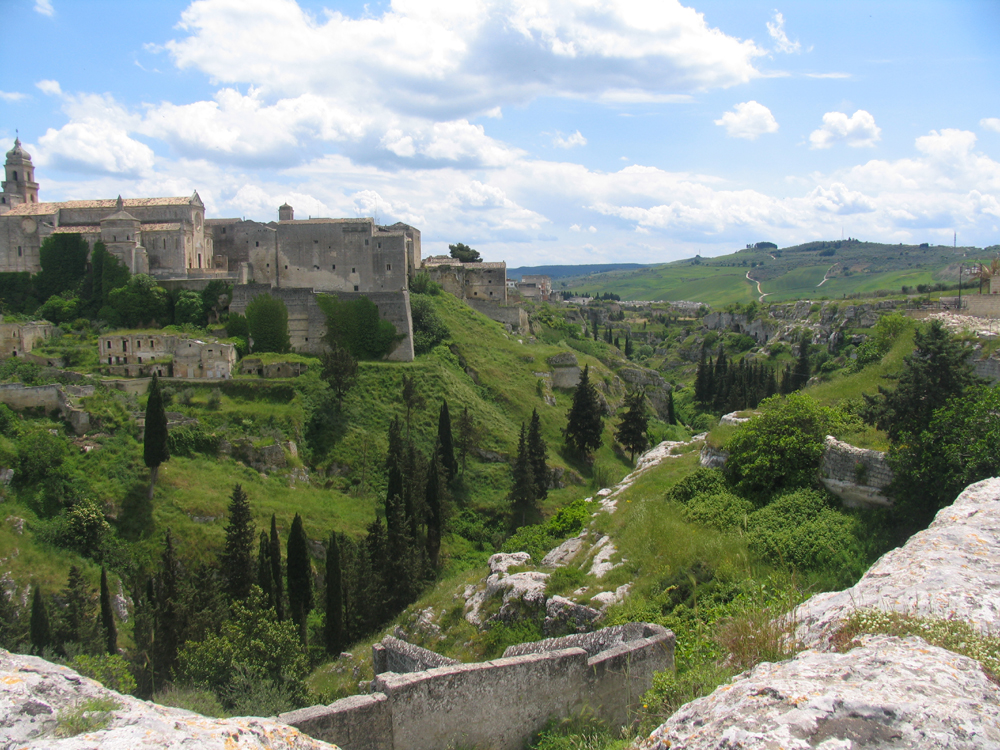
A gravina de Gravina in Puglia, no

Do ponto de vista geológico, praticamente 80% da Apúlia é composta por rochas calcárias e dolomíticas em todas as suas variedades. No Jurássico Médio e Inferior aquilo que é hoje a Apúlia era constituído por ilhas e falésias submersas pelo oceano Tétis e pelos mares epicontinentais formados pela fragmentação de Pangeia. Os depósitos progressivos no leito marinho das conchas de microorganismos marinhos que se formaram subtraindo o carbonato de cálcio da água, formaram camadas de rochas sedimentares calcárias e dolomíticas, muitas delas com várias centenas de metros de espessura. Essas camadas podem ter sido formadas não só devido à duração do processo de sedimentação, que durou cerca de 125 milhões de anos, mas também devido à progressiva subsidência.
No Cretáceo, uma boa parte da Apúlia estava acima do nível do mar, embora a região fosse um arquipélago. Nesse período começaram os primeiros fenómenos cársticos. No Paleoceno, uma série de intrusões subvulcânicas criou a Punta delle Pietre nere ("ponta das pedras negras"), perto de Marina di Lesina, as únicas rochas magmáticas que afloram na Apúlia.
Há entre 12 e 2 milhões de anos os Apeninos tomaram a sua forma definitiva. A Apúlia não esteve diretamente envolvida no processo de criação dessa cordilheira, sofrendo apenas os seus efeitos secundários. Na orogénese dos Apeninos, a Apúlia representa o antepaís, isto é, a massa continental que atua como um obstáculo ao impulso orogenético proveniente doutra massa. Neste período forma-s também a chamada fossa bradânica e o processo de sedimentação provoca a fromação de calcário macio, nomeadamente tufo. Há dez mil anos ficaram concluídos o Tavoliere com os lagos de Lesina e de Varano.

### Hidrografia

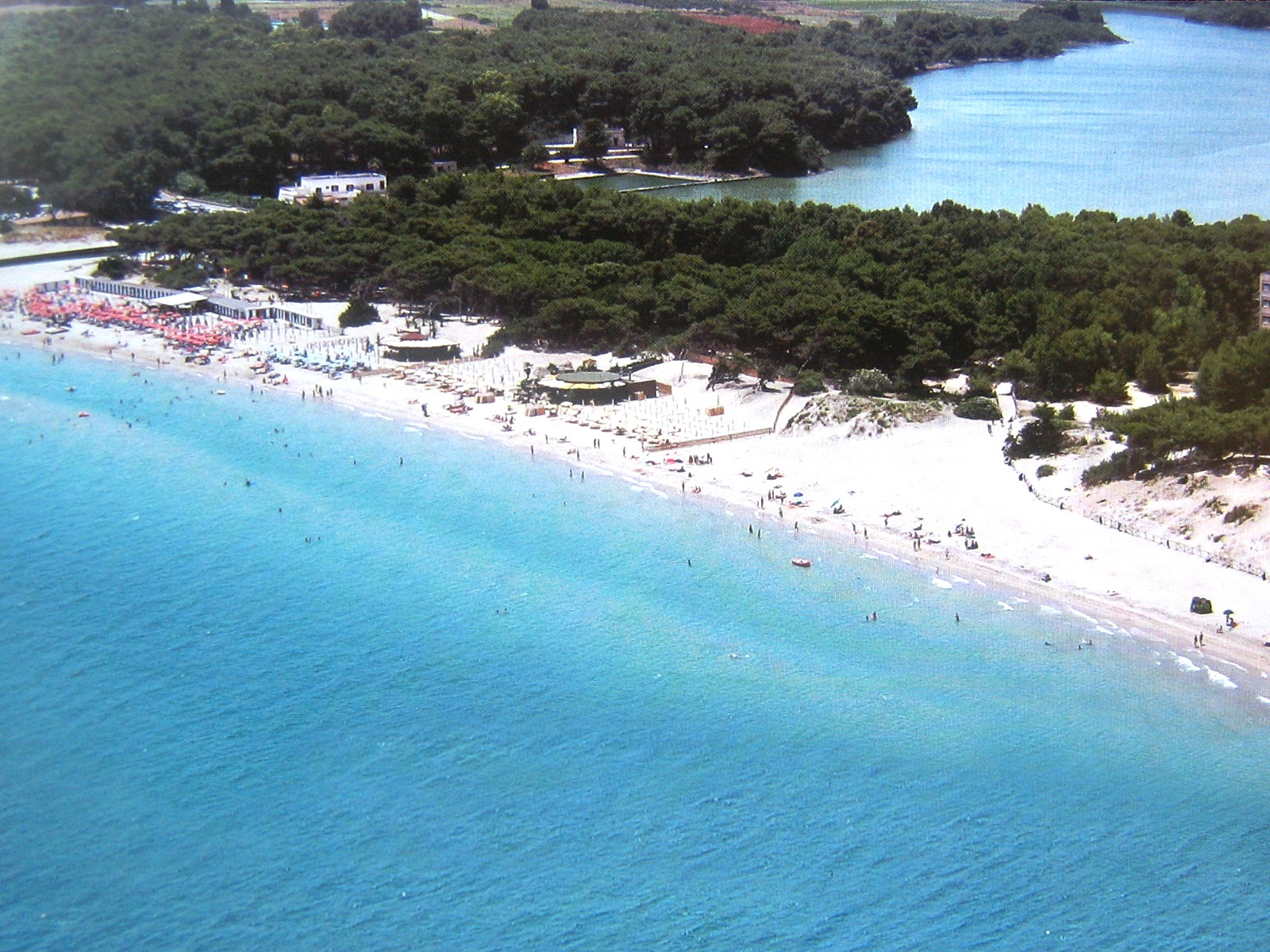
Vista aérea dos lagos Alimini, situados a norte do estreito de Otranto, a área mais a sudeste da Itália

A natureza cárstica da maior parte do território de Apúlia e a escassez de chuva fazem com que a região tenha poucos cursos de água superficiais. À exceção dos rios Ofanto e e do Fortore, que têm apenas parte do seu curso na Apúlia, os rios apulienses têm cursos curtos e são de natureza torrencial, como é o caso do Candelaro, Cervaro e Carapelle.
Os lagos naturais da região são todos costeiros, separados o mar Adriático por faixas de areia estreitas. Os maiores são os de Lesina e de Varano, na costa norte do Gargano. Na comuna de Manfredónia existe a área protegida do lago Salso, uma zona húmida alimentada pela água doce do Cervaro. As salinas de Margherita di Savoia são o que resta do antigo lago de Salpi, atestado no período romano. Mais a sul, perto de Otranto, encontram-se os lagos Alimini.
A primeira albufeira artificial construída na Apúlia foi o lago Occhito, no rio Fortore, perto da fronteira com a região de Molise, com o objetivo de enfrentar as frequentes faltas de água da região. Perto de Brindisi encontra-se a barragem de Cillarese, construída em 1980, cuja albufeira é atualmente uma área protegida. Outra albufeira artificial, mais recente é o lago Locone, criado por uma barragem na ribeira Locone, afluente do Ofanto, situada na comuna de Minervino Murge, junto à fronteira com a regiao de Basilicata.

### Clima

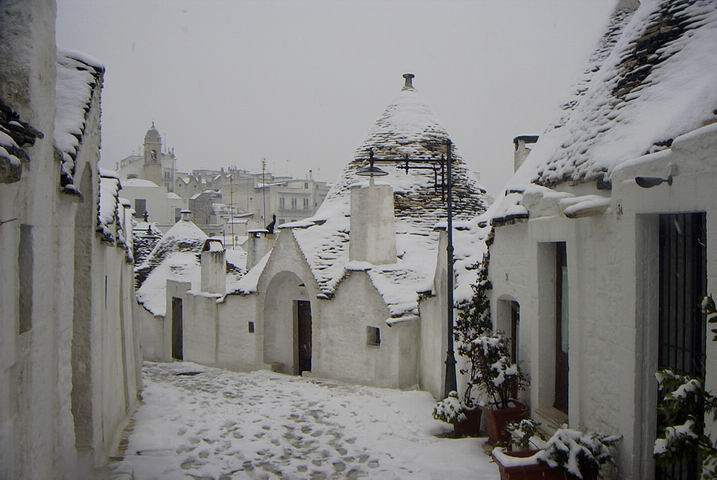
Alberobello coberta de neve em 28 de abril de 2000

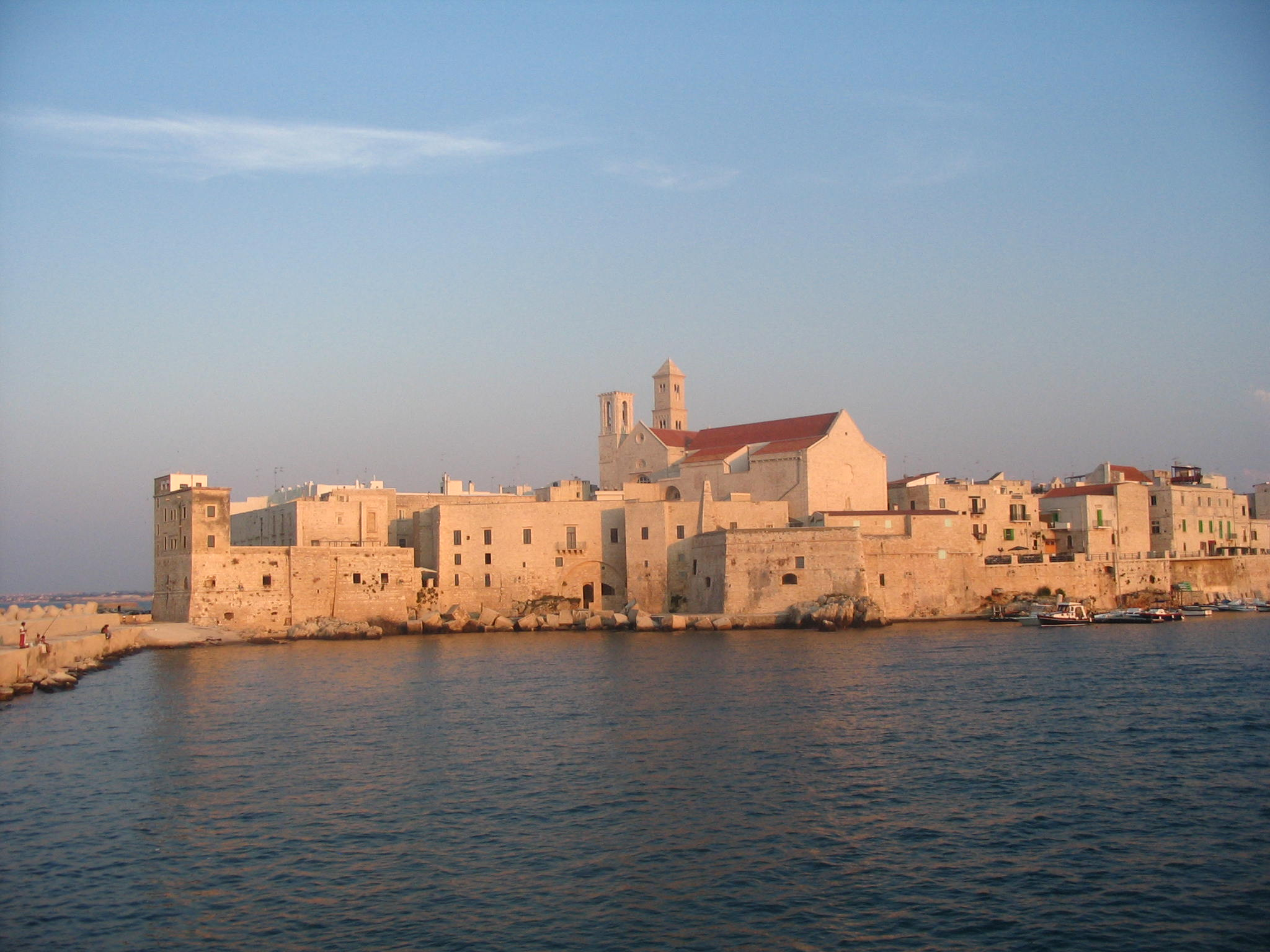
Giovinazzo em julho, com a ao centro

O clima da Apúlia é tipicamente mediterrânico. No verão, a região é das regiões mais quentes e secas da Itália. As zonas litorais e planas têm verões quentes, ventosos e secos, enquanto que os invernos são geralmente amenos e chuvosos. A precipitação, concentrada no fim do outono e no inverno, é escassa. Todavia, no Subapennino Dauno, Gargano e Alta Múrgia os verões são frescos e durante o inverno não é raro cair neve e haver nevoeiros noturnos, por vezes persistente. A neve é mais frequente principalmente no planalto de Múrgia, quando a região é atingida por frente frias vindas de leste. Os valores médios da precipitação situam-se entre os 450 e os 650 mm por ano; um pouco mais no Gargano e Subapennino Dauno, onde a precipitação média anual atinge os 800 mm. No outono e no inverno é frequente haver névoas matinais e noturnas na Capitanata e na Múrgia.
Segundo os dados recolhidos pelas dez estações meteorológicas da Apúlia, em média as temperaturas mínimas em janeiro vão desde 1,3 °C em Monte Sant'Angelo a 7,5 °C em Santa Maria de Leuca, enquanto que as máximas variam entre 24 °C em Monte Sant'Angelo e 30,6 °C em Foggia. Nesta cidade e em Lecce não é raro a temperatura atingir 40 °C no verão. A amplitude térmica anual é muito elevada principalmente nas planícies do interior — no Tavoliere chega a variar entre 40 °C no verão e -2 °C no inverno.
As áreas costeiras, principalmente no Adriático e no sul do Salento são frequentemente expostas a ventos de diversas intensidades e direções, que afetam fortemente a temperatura do ar e outras condições climatéricas, por vezes num mesmo dia. O vento norte Bora do Adriático pode baixar as temperaturas e humidade, amenizando o calor estival, enquanto que o Siroco, vindo do Norte de África tem o efeito contrário, além de por vezes trazer poeira vermelha do Sara. Em alguns dias de primavera e outono pode fazer calor suficiente para tomar banho no mar em Gallipoli e Porto Cesareo, no extremo sul, na costa do mar Jónico, enquanto que ao mesmo tempo, ventos frios obrigam ao uso de agasalhos em Monopoli e Otranto, na costa adriática.
Dentre os fenómenos meteorológicos extremos mais recentes cabe mencionar a incomum onda de alta pressão africana de 2007, que provocou temperaturas bastante acimo de 40 °C, com picos de 48 °C em Bari e Foggia. Em dezembro do mesmo ano foram registada temperaturas particularmente baixas, com quedas de neve de cerca de 10 cm, inclusivamente na costa.[carece de fontes?] Em 1976, um tornado de intensidade F3, com ventos de aproximadamente 260 km/h, fustigou Sava, causando chuva muito intensa que juntamente com os ventos causaram enormes estragos.

### Demografia
Com 4 049 743 de habitantes em 2017, a Apúlia é a oitava região da Itália em população. Em 2017, a densidade populacional da região (densidade: 207,2 hab./km²) era ligeiramente superior à média nacional (201,1 hab./km²).
Em 2001, a população da Apúlia era das mais jovens entre as regiões italianas. Os habitantes com menos de 25 anos representavam 31,2% da população, quando a média nacional era 25,8%. Os habitantes com mais de 65 anos representavam 15,4% da população, quando a média nacional era 18,2%.
A emigração das áreas mais deprimidas da Apúlia para o norte de Itália e outros países europeus foi muito intenso entre 1956 e 1971. Depois disso o fluxo diminuiu, à medida que as condições económicas foram melhorando, a ponto do saldo migratório ser nulo entre 1982 e 1985. A partir de 1986 e pelo menos até 2000, a estagnação na oferta de emprego levou a uma nova inversão, não tanto devido à saída de residentes, mas sobretudo devido à diminuição da imigração.
| #      | País de origem | N.º de residentes | %      |
| ------ | -------------- | ----------------- | ------ |
| 1      | Roménia        | 34 800 \|         | 27,19% |
| 2      | Albânia        | 22 639 \|         | 17,69% |
| 3      | Marrocos       | 9 488 \|          | 7,41%  |
| 4      | China          | 5 570 \|          | 4,35%  |
| 5      | Índia          | 3 736 \|          | 2,92%  |
| 6      | Geórgia        | 3 714 \|          | 2,9%   |
|        | Outros         | 48 038            | 37,53% |
| Total: | Total:         | 127 985           | 100%   |

#### Línguas e dialetos
Na Apúlia são faladas várias línguas e dialetos, os quais são classificados em dois grupos fundamentais, claramente distinguíveis sobretudo do ponto de vista fonético:
- Na parte centro-norte são usados os dialetos apulienses propriamente ditos — o barese (de Bari), o lucerino, o foggiano e o gargano —  que pertencem à família de dialetos do sul da Itália, juntamente com os da Campânia, da Lucânia, dos Abruzos e de Molise.
- No Salento fala-se o dialeto salentino, que juntamente com siciliano e os dialetos calabreses constitui a família dos dialetos italianos meridionais extremos. O salentino tem os seguintes sub-dialetos: leccese, brindisino,  magliese-otrantino, leucadeo e gallipolino.

O dialeto tarentino e os doutras cidades ao longo do eixo Tarento–Ostuni podem ser classificados como dialetos de transição apulo-salentinos (entre os dois grupos acima referidos).
A região tem ainda a peculiaridade de ter alguns enclaves linguísticos onde se falam idiomas que não são românicos:
- O grico ou greco-salentino, falado na Grécia Salentina, que alguns linguistas identificam com o greco-calabrês, é um idioma derivado do grego[47] cuja difusão no Salento está ligada a assentamentos bizantinos, senão mesmo a colónias da Magna Grécia.
- O arberesco, derivado do albanês, é falado nas províncias de Tarento (em San Marzano di San Giuseppe) e de Foggia (em Casalvecchio di Puglia e Chieuti, no Subapenino Dauno).[48] É o resultado da imigração da Albânia entre os séculos XV e XVIII.
- O faetar (também chamado faetano e cellese),[49] um dialeto do franco-provençal (ou arpitano)[50] é falado nas comunas de Faeto e de Celle di San Vito, no Subapenino da província de Foggia. Esses são os únicos locais da Itália peninsular onde se fala franco-provençal, uma língua já extinta em França.[49] O seu uso é atestado desde 1566, mas possivelmente remonta ao século XIII.

## Política
A região administrativa da Apúlia foi criada após a unificação de Itália, juntando três circunscrições do Reino das Duas Sicílias, predecessor do então criado Reino de Itália:
- A Capitanata, correspondente ao território a norte do rio Ofanto e que teve como capital San Severo entre o século XIV e 1579, depois Lucera, até 1806 e finalmente Foggia;
- A Terra de Bari, que se estendia a sul do Ofanto e inclui a maior parte do planalto de Murge e a planície costeira. Teve como capital Trani a partir de 1856 e Bari desde 1806;
- A Terra de Otranto, que compreendia o Arco Jónico Tarentino e o Salento e teve como primeira capital Otranto e Lecce a partir do século XII.

Durante os trabalhos da Assembleia Constituinte da República Italiana, em 1946/1947, chegou a estar previsto criar duas regiões distintas — a Apúlia e o Salento — o que não chegou a concretizar-se (ver secção "História").
Em junho de 2018, o presidente da Junta Regional da Apúlia era Michele Emiliano, do Partido Democrático, no cargo desde 1 de junho de 2015. Anteriormente, a Apúlia era sempre dominada por centristas ou de coligações de direita. Em janeiro de 2015 foi criada a cidade metropolitana de Bari, que substituiu a província de Bari.

### Subdivisões
Juridicamente, a região atual foi criada em 1 de janeiro de 1948 pela constituição italiana, mas as suas funções só foram implementadas pela lei n.º 281 de 1970.
| Província                    | Nº de comunas | N.º de habitantes | Área (km²) | Densidade (hab./km²) | Fotografia                                |
| ---------------------------- | ------------- | ----------------- | ---------- | -------------------- | ----------------------------------------- |
| Cidade Metropolitana de Bari | 41            | 1 261 243         | 3 825,0    | 329,74               | Basílica de São Nicolau em Bari           |
| Barletta-Andria-Trani        | 10            | 392 969           | 1 542,95   | 254,69               | Porto de Trani                            |
| Brindisi                     | 20            | 397 524           | 1 861,12   | 213,59               | Vista parcial de Ostuni e da sua catedral |
| Foggia                       | 61            | 629 484           | 7 007,54   | 89,83                | Foggia                                    |
| Lecce                        | 97            | 802 807           | 2 799,07   | 286,81               | Anfiteatro romano de Lecce                |
| Tarento                      | 29            | 584 517           | 2 467,35   | 236,9                | Castelo Aragonês de Tarento               |
| Apúlia                       | 258           | 4 068 544         | 19 540,9   | 208,21               | Trulli em Alberobello                     |

### Brasão
Segundo o website oficial da Região da Apúlia, o brasão da região consiste num Escudo encimado por uma coroa "fredericana" (dedicada a Frederico II da Suábia, sacro-imperador romano-germânico). Por cima do escudo há seis círculos que representam as seis províncias da Apúlia. O corpo central é composto por um octógono com uma oliveira no centro, símbolo de paz e fraternidade. O octógono representa o Castel del Monte, um castelo medieval que é um dos locais turístico-culturais mais sugestivos da região.
A presença da oliveira no brasão é uma referência ao azeite de alta qualidade produzido na Apúlia, um dos recursos mais importantes da agricultura da região e um elemento constante na sua paisagem. Por outro lado, é um símbolo da unidade da região.[carece de fontes?]

### Cooperação com os países balcânicos
Desde pelo menos a década de 2000 que a Apúlia estabeleceu numerosas e importantes relações com os países dos Bálcãs. A Albânia é parceira comercial da Apúlia há muitos anos e há numerosas iniciativas conjuntas com esse e outros países balcânicos, nomeadamente por ocasião da realização anual da Fiera del Levante (Feira do Levante) em Bari. Têm sido desenvolvidos diversos programas de cooperação não só económica mas também cultural. Alguns desses programas são financiados pelo programa Interreg da União Europeia (UE), um dos mecanismos da política de coesão, que foi criado para intensificar a cooperação transfronteiriça entre regiões situadas nas fronteiras e externas da UE.
Outros programas importantes estão ligados ao corredor pan-europeu VIII, o eixo europeu de transportes que ligará a Apúlia à Albânia e ao mar Negro através dos portos de Bari e de Brindisi.

## Economia

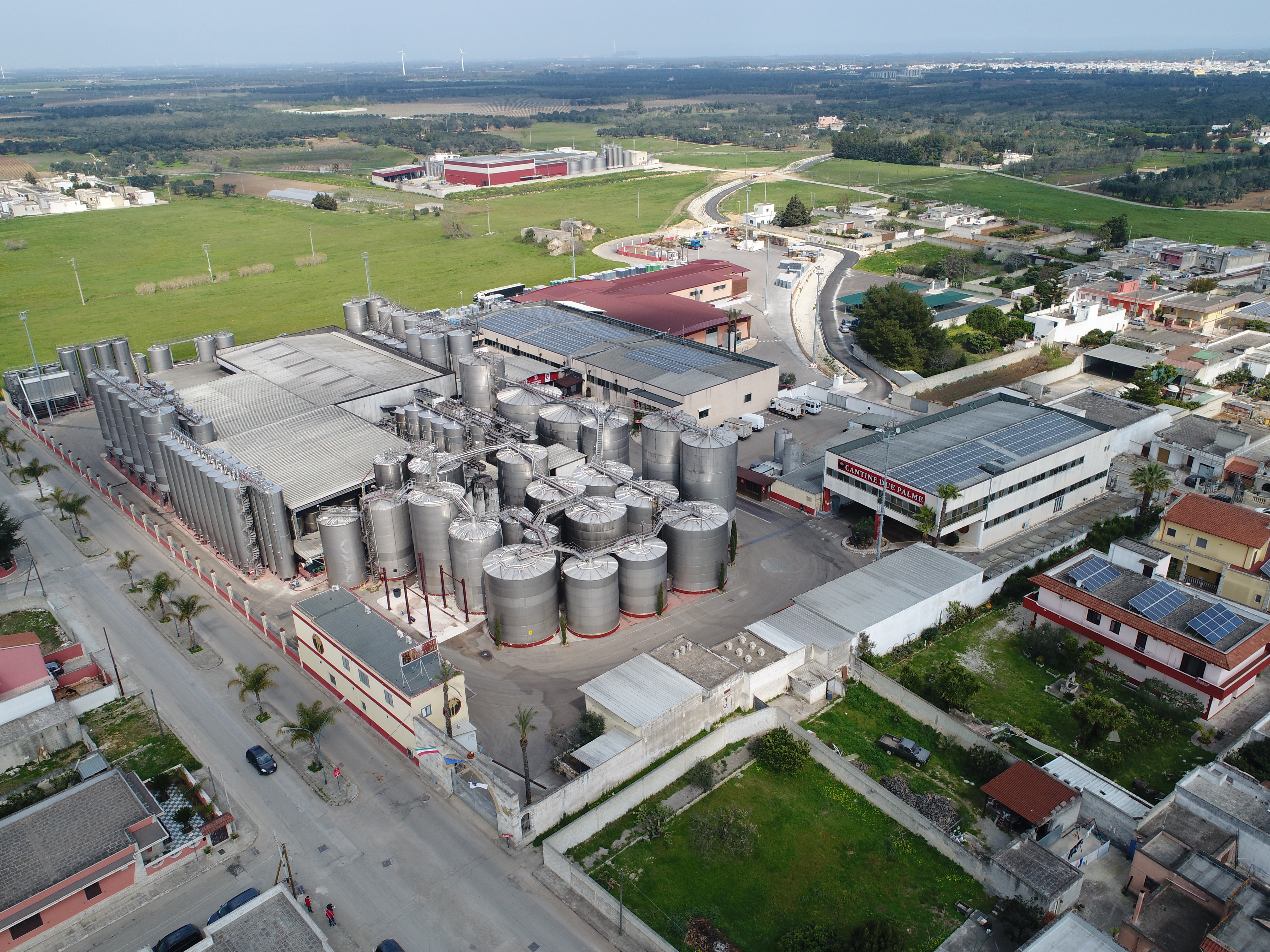
Sede em Cellino San Marco, Apúlia

A contribuição da região para o valor acrescentado bruto da Itália foi de cerca de 4,6% em 2000, enquanto a sua população foi de 7% do total. O PIB per capita é baixo em comparação com a média nacional e representa cerca de 68,1% da média da UE.
Estima-se que existam 50 a 60 milhões de oliveiras na Apúlia, e a região é responsável por 40% da produção de azeite da Itália. A região possui indústrias especializadas em áreas específicas, incluindo processamento de alimentos e veículos em Foggia; calçado e têxteis na área de Barletta e móveis na área de Murge, a oeste. Entre 2007 e 2013, a economia da Apúlia expandiu-se mais do que a do sul da Itália. Esse crescimento, ao longo de várias décadas, é um sério desafio para o sistema hidrológico.

## Transportes
As infraestruturas de transportes são melhores na zona norte da Apúlia do que na zona sul (províncias de Lecce, Brindisi e Tarento) e em áreas do interior das províncias de Foggia e de Bari). A rede rodoviária cobre toda a região de forma eficaz, mas o mesmo não acontece com rede ferroviária, que deixa bastante a desejar, principalmente no sul.

### Autoestradas

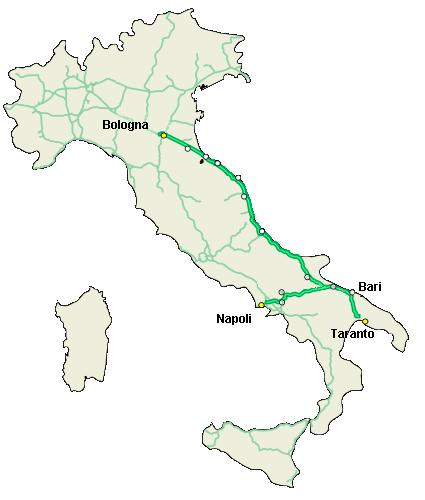
Mapa das principais autoestradas da Itália com as que passam na Apúlia a verde escuro

- Autoestrada A14 (parte da estrada europeia E55) — Também chamada Autostrada Adriática, é o segundo eixo meridiano da península italiana. Liga Bolonha a Tarento, ao longo de 743,4 km. É uma das chamadas "rota de férias". No território apuliense, o percurso da A14 é geralmente plano, caraterizado por extensas retas e duas vias em cada sentido além da faixa de emergência. O troço entre Bari e Canosa di Puglia abriu em 1969, enquanto que o troço a norte de Canosa e a extensão a Tarento foram inauguradas em 1973 e 1975, respetivamente.
- Autoestrada A16 (estrada europeia E842) — Também chamada Autoestrada dos Dois Mares, por ligar as costas do mar Tirreno, a oeste, ao mar Adriático, a leste, vai de Nápoles até Canosa di Puglia, onde liga com a A14, ao longo de 172 km.  Devido às caraterísticas do terreno, a secção de Apúlia da A16 é frequentemente sujeita a ventos fortes que impedem o trânsito de veículos pesados. A designação atual data de 1973, quando foi aberto o troço da A14 entre Lanciano e Canosa. Até então, todo o percurso entre Nápoles e Bari eram designado A17, um nome que foi abandonado alegadamente por superstição.[necessário esclarecer][carece de fontes?]

### Rede ferroviária

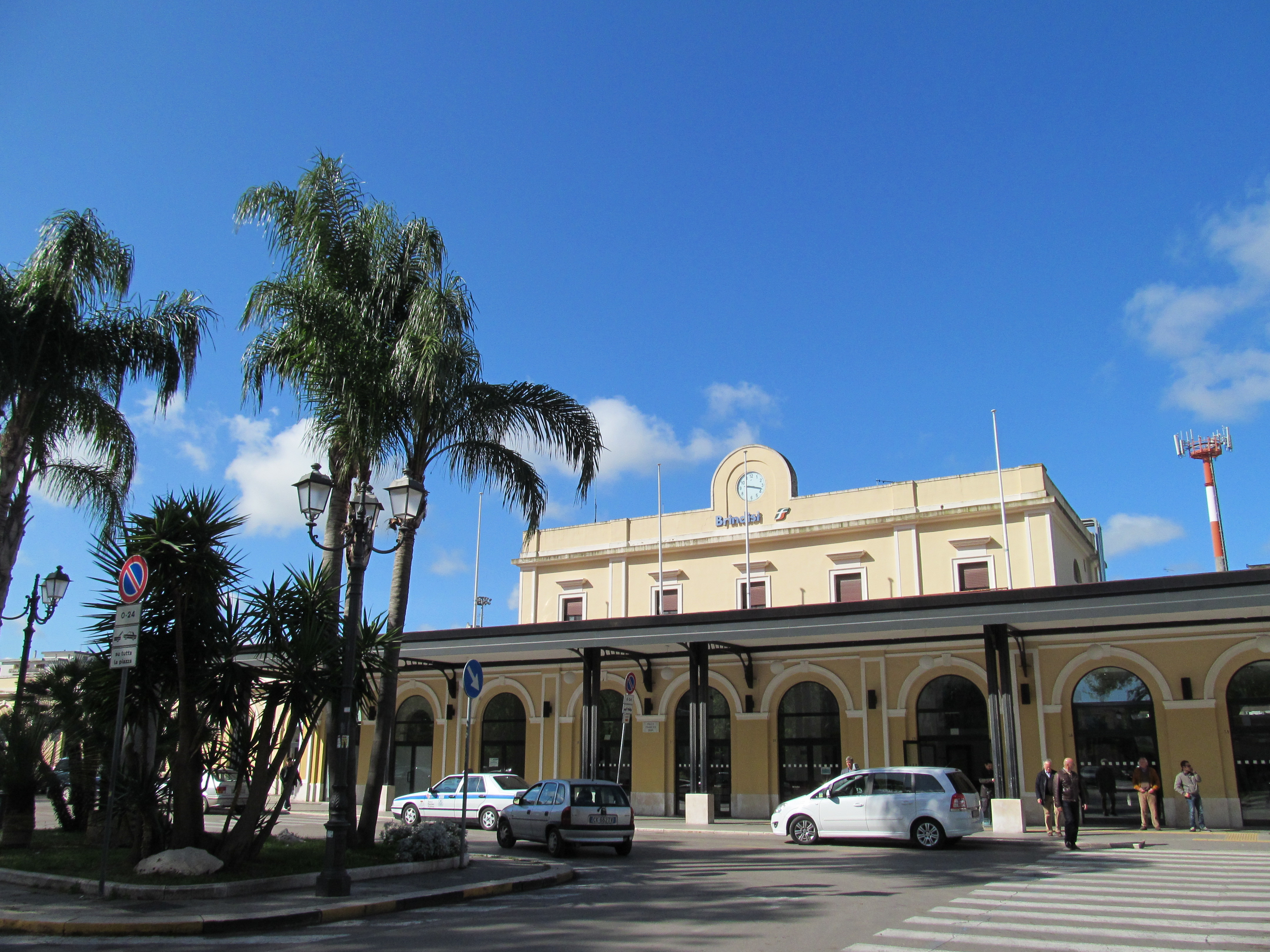
Estação ferroviária de Brindisi

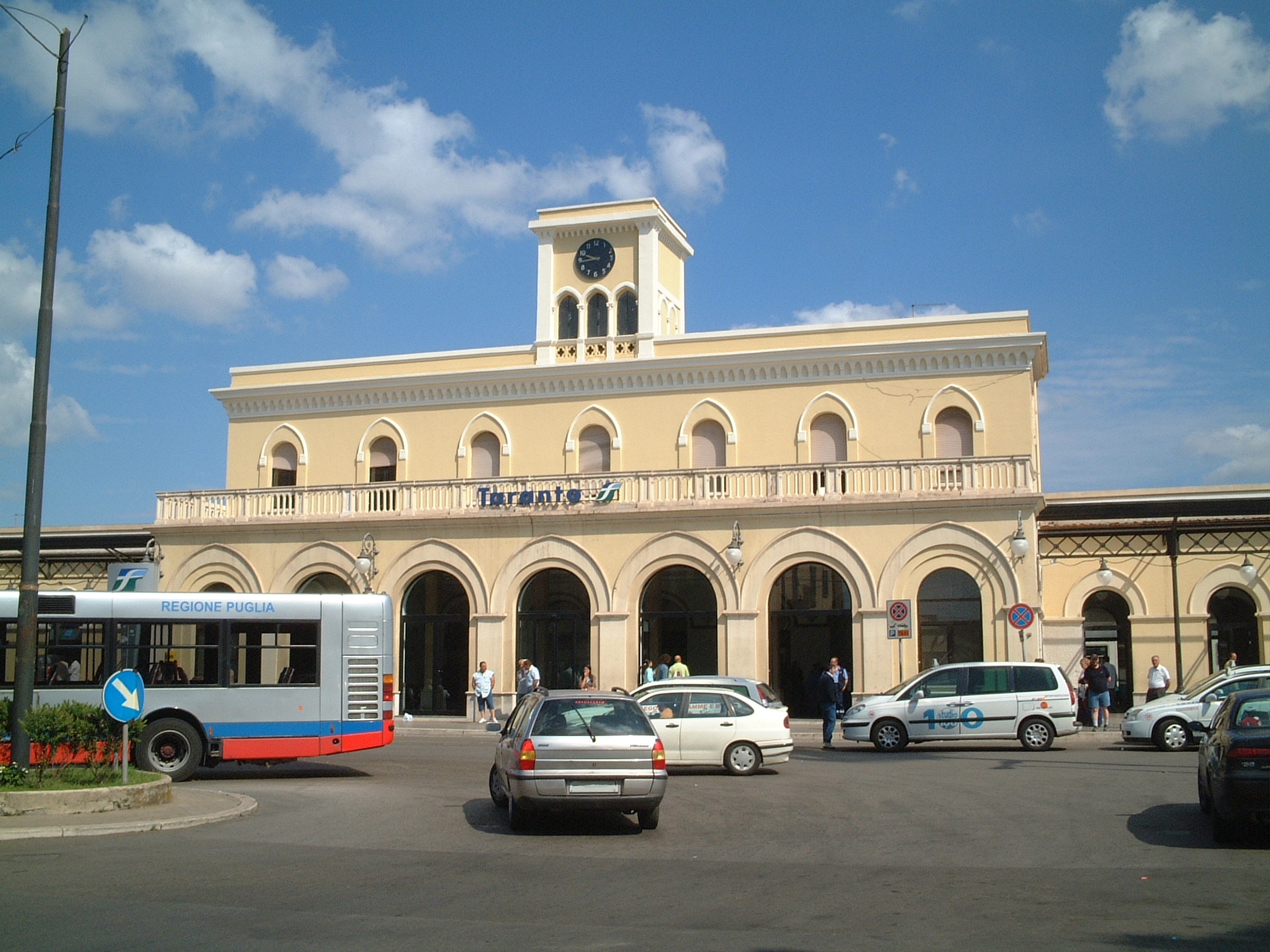
Estação de Tarento

#### Linhas estatais
As linhas ferroviárias da Apúlia exploradas diretamente pela companhia estatal Ferrovie dello Stato são as seguintes:
- Ferrovia Adriatica — Vai de Ancona até Otranto, passando por Foggia, Bari e Lecce, ao longo de 591 km. Entre Foggia e Bari suporta comboios de alta velocidade com velocidades até 250 km/h e entre Bari e Lecce é de via dupla.
- Ferrovia Bari-Taranto — A finalização duplicação da linha, com 104 km, iniciada em 1994 e praticamente concluída na maior parte do percurso, estava prevista para 2018.
- Ferrovia Taranto-Brindisi — 70 km, de via única, eletrificada.
- Ferrovia Barletta-Spinazzola — 66 km de via única não eletrificada.
- As linhas de Foggia-Manfredónia e Rocchetta Sant'Antonio-Gioia del Colle estavam desativadas em 2018.

As ligações com a Campânia e a Basilicata são asseguradas pela Ferrovia Napoli-Foggia e pela  Ferrovia Foggia-Potenza. A duplicação da linha da primeira, com 194 km e que faz parte do prolongamento do corredor pan-europeu VIII da RTE-T, decorre desde a década de 1990. Está planeado que integre a futura linha de alta velocidade Bari-Foggia-Caserta. A linha Foggia-Potenza, com 119 km, é de via única e não está eletrificada. O serviço na  Ferrovia Avelino-Rocchetta Sant'Antonio foi encerrado em 2010 e desde então a linha, com 119 km, só é usada ocasionalmente como ferrovia turística.
As ligações à Calábria e ao sul da Basilicata são asseguradas pela Ferrovia Jonica, que vai de Tarento até Régio da Calábria, ao longo de 472 km. É de via única na sua maior parte e parcialmente eletrificada, entre Tarento e Sibari (na comuna de Cassano all'Ionio da Calábria), e um troço suburbano de Régio da Calábria.

#### Linhas concessionadas
Na Apúlia, as redes ferroviárias exploradas por empresas privadas, algumas sejam detidas a 100% pelo Estado, são mais extensas do que as redes estatais. Há muitos anos, em alguns casos por mais de um século, que quatro empresas operam na região:
- Ferrovie del Nord Barese — antigamente chamada Bari Nord, atualmente é a designação dum conjunto de infraestruturas e serviços geridos pela empresa Ferrotramviaria, a qual também tem serviços de autocarros suburbanos. A rede, existe desde 1883 e a sua maior parte consiste na  Ferrovia Bari-Barletta, a qual tem 70 km de extensão, é eletrificada e tem via dupla em 33 km entre Bari e Ruvo di Puglia. Atualmente tem quatro linhas:
  - FR 1 — de comboios regionais que circulam na Ferrovia Bari-Barletta, via Palese-Macchie, um bairro suburbano de Bari.
  - FR 2 — de comboios regionais que circulam na Ferrovia Bari-Barletta e servem o aeroporto de Bari.
  - FM 1 — de comboios metropolitanos que percorrem a Ferrovia Bari-San Paolo, entre Bari e Modugno; tem 9 km de via dupla eletrificada.
  - FM 2 — de comboios metropolitanos que fazem o percurso Bari-aeroporto-Bitonto.

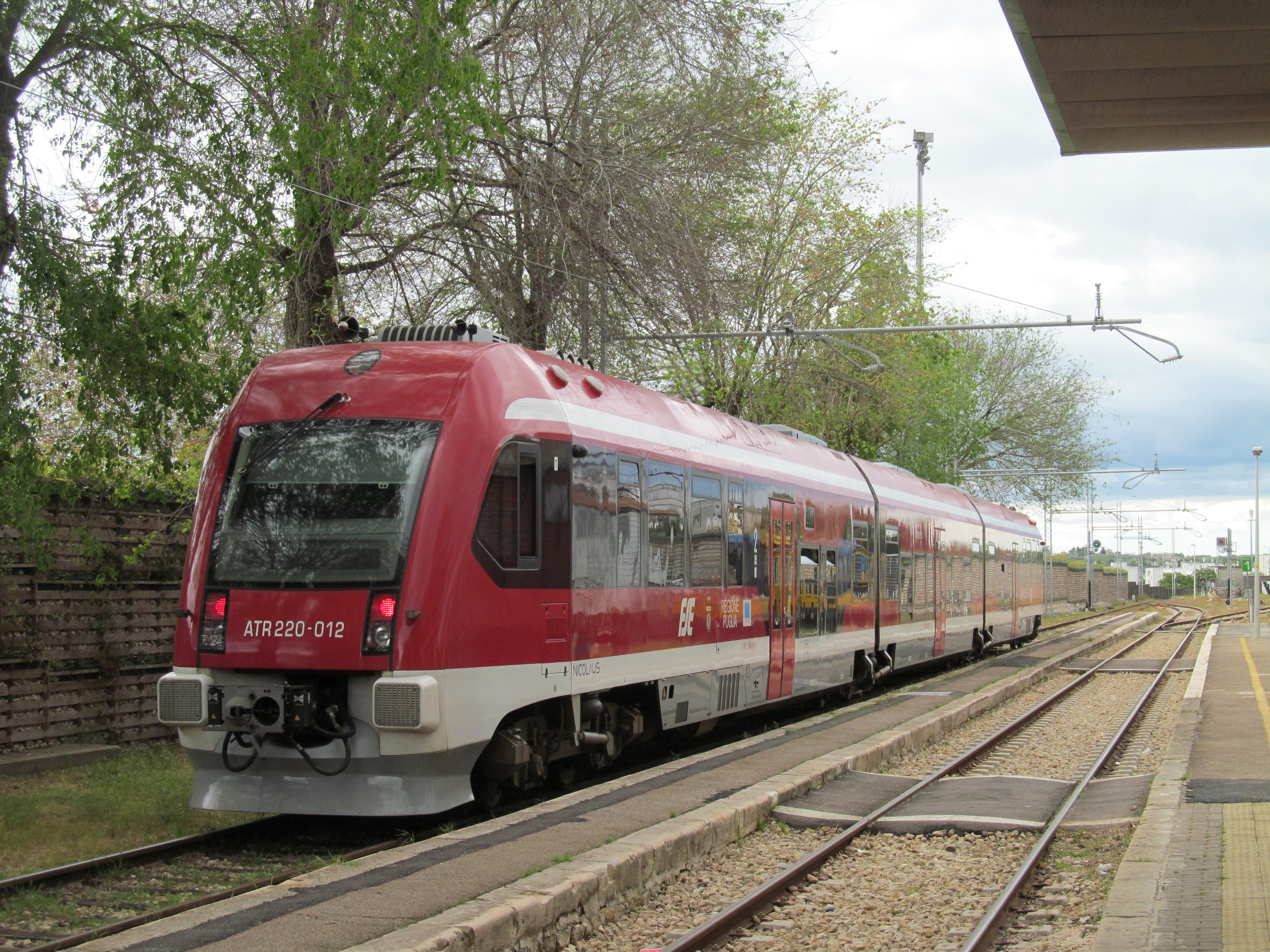
Comboio ATR-220 fabricado pela empresa polaca das Ferrovie del Sud Est em Alberobello

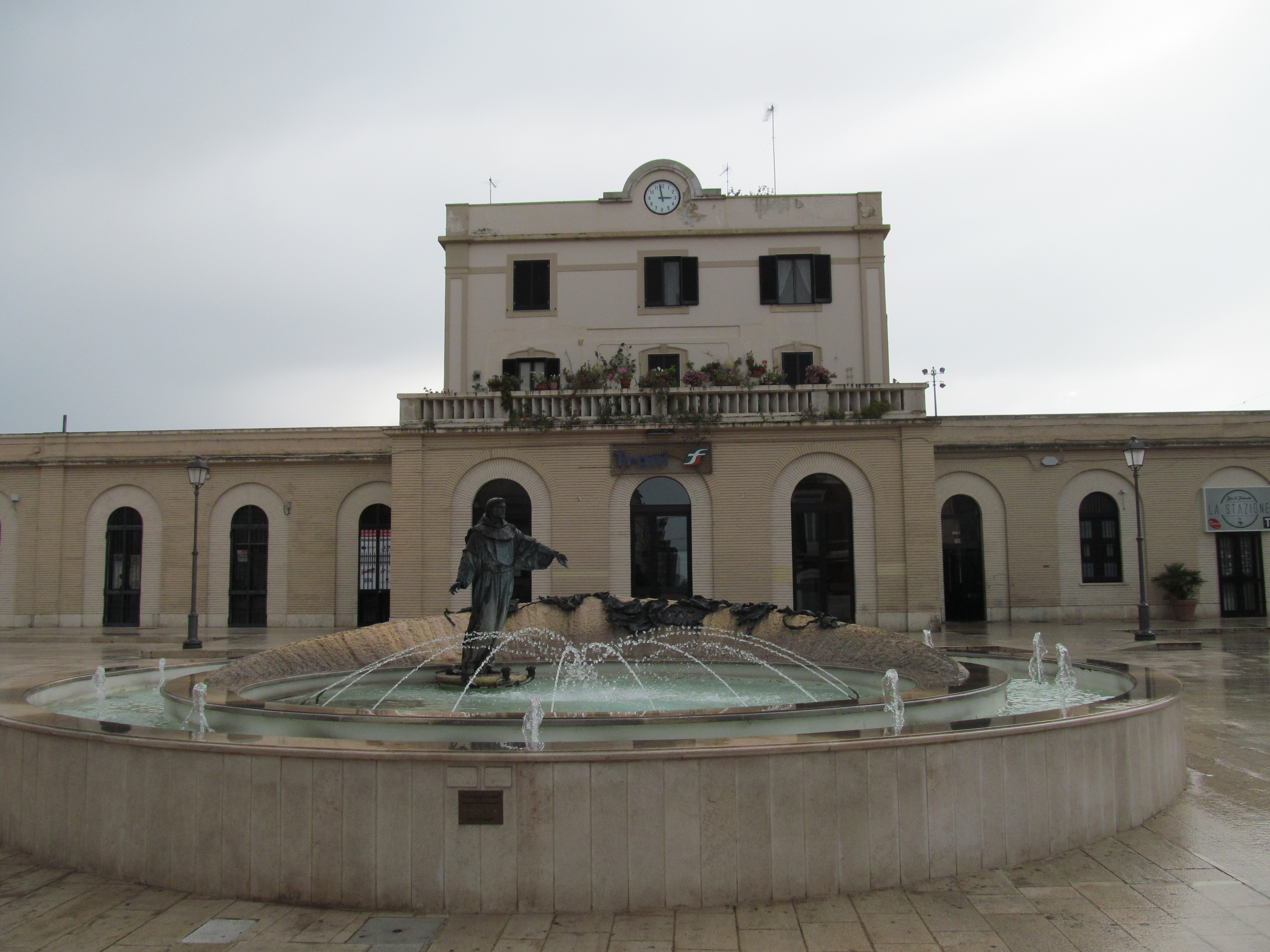
Estação de Trani

- Ferrovie del Sud Est — Serve a generalidade das comunas do interior da província de Brindisi e os das províncias de Tarento e de Lecce. A sua rede estende-se desde Bari até Gagliano del Capo, na extremidade sul do "taco da bota italiana". No Salento, a rede também é conhecida como "Littorina", o nome das primeiras automotoras a diesel surgidas nos anos 1930 que ainda hoje circulam, apesar da sua provecta idade. A empresa também gere vários serviços de autocarros, nomeadamente entre Bari e Tarento e entre Bari e Brindisi. Originalmente uma empresa de capitais privados, em 1985 a rede passou a ser duma empresa de natureza privada detida a 100% pelo Estado. Em 2018 o único sócio da empresa era a Ferrovie dello Stato. Linhas da Ferrovie del Sud Est:
  -  Ferrovia Bari-Martina Franca-Taranto — 113 km, eletrificada, via única, exceto no troço suburbano de Bari, no qual tem via dupla.
  -  Ferrovia Ferrovia Bari-Casamassima-Putignano — 43 km, eletrificada, com via única.
  - Ferrovia Martina Franca-Lecce — 103 km, não eletrificada, com via única.
  -  Ferrovia Novoli-Gagliano del Capo — 75 km, não eletrificada.
  -  Ferrovia Gallipoli-Casarano — 22 km, não eletrificada, com via única.
  -  Ferrovia Lecce-Otranto — 47 km, não eletrificada, com via única.
  -  Ferrovia Zollino-Gallipoli — 34 km, não eletrificada, com via única.
  -  Ferrovia Maglie-Gagliano del Capo — 37 km, não eletrificada, com via única.

- Ferrovie del Gargano — É uma empresa privada criada em 1962, que além de serviços ferroviários também presta serviços de autocarros, tanto regionais como nacionais. É a empresa de transportes mais importante da Capinata. Tem duas linhas ferroviárias, que asseguram a ligação à rede ferroviária nacional:
  -  Ferrovia San Severo-Peschici — 78 km de via única eletrificada.
  -  Ferrovia Foggia-Lucera — 19 km de via única eletrificada.

- Ferrovie Appulo Lucane — empresa de natureza privada mas detida a 100% pelo Estado italiano, também opera serviços de autocarros entre a Apúlia e a Basilicata. Tem as seguintes linhas:
  -  Ferrovia Bari-Altamura-Matera — 72 km de via estreita não eletrificada. A linha prolonga-se por mais 70 km, até Montalbano Jonico, mas o troço entre Matera e Montalbano Jonico foi encerrado em 1986.
  -  Ferrovia Altamura-Avigliano-Potenza — 108 km de via estreita não eletrificada. A ligação a Avigliano é feita por um ramal com 8 km.
  -  Ferrovia Bari-Bitritto — Linha eletrificada em construção, com 12 km de extensão, destinada a servir a periferia meridional de Bari e ligar esta cidade a Bitritto. A sua conclusão estava prevista para 2018.

### Portos

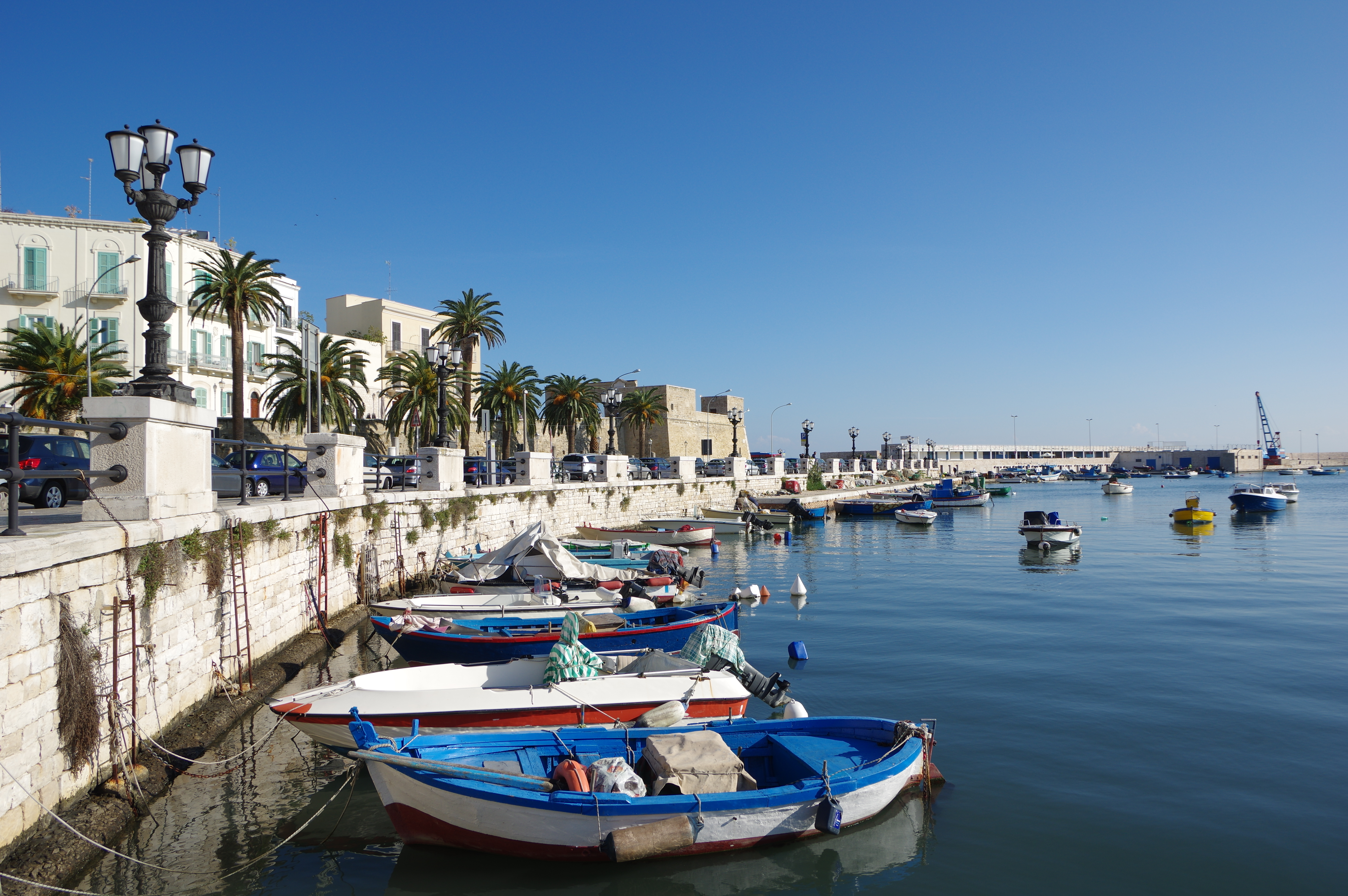
Zona portuária de Bari

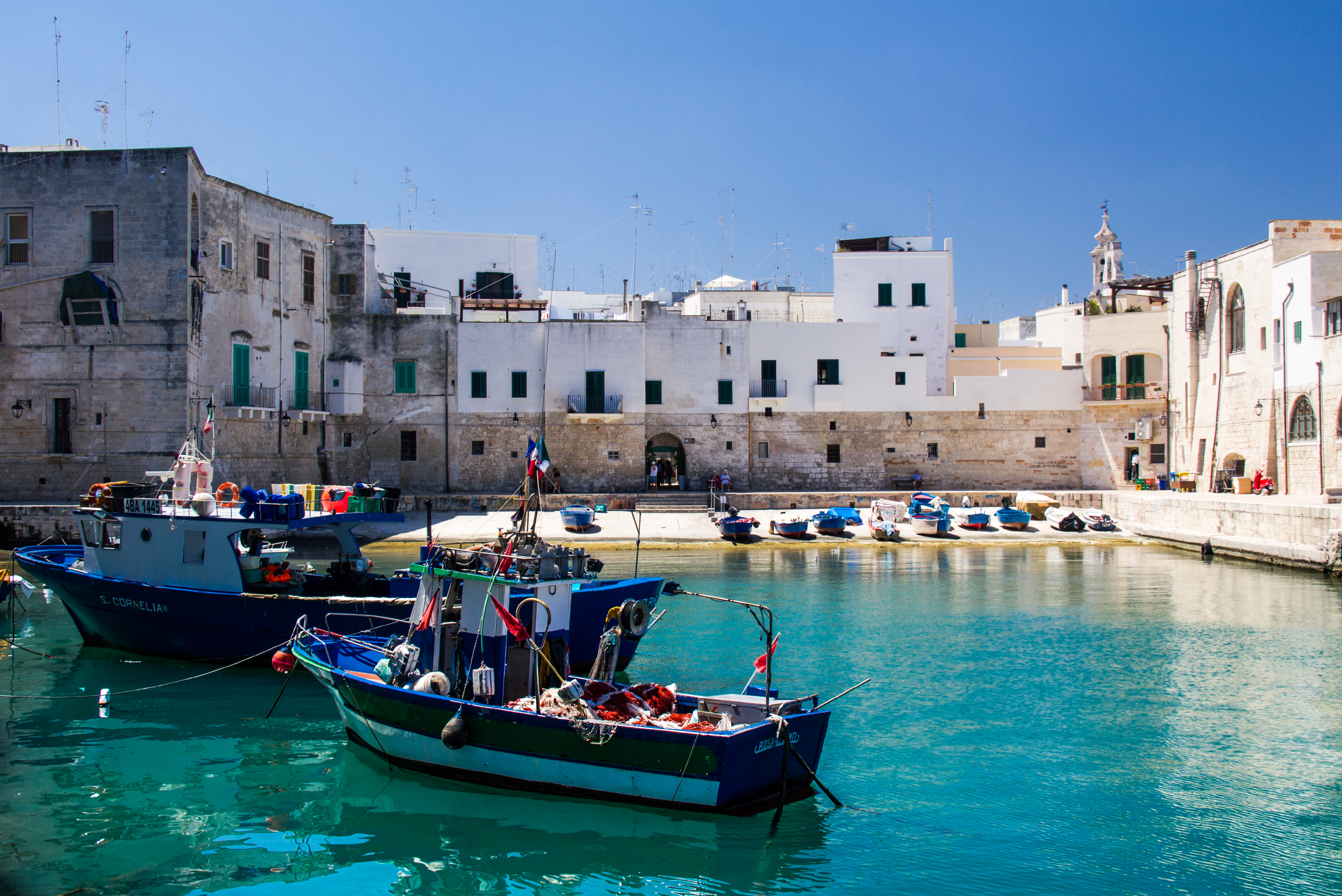
Porto antigo de Monopoli

- O porto de Bari é mercantil, comercial e turístico (tem um  terminal de cruzeiros). As principais ligações são com a Albânia (Durrës), Montenegro (Bar) e Grécia (Corfu, Igumenitsa e Patras). Dispõe de excelentes equipamentos para múltiplas funções operacionais e conexões com todos os modos de transporte.
- O porto de Brindisi é mercantil, comercial, turístico e militar. As principais ligações são com a Albânia (Vlorë), Grécia (Corfu, Igumenitsa, Cefalónia, Paxos, Zacinto e Patras) e Turquia (Çeşme).
- O porto de Tarento é principalmente militar, mercantil e industrial. É um dos portos mais importantes da Itália e do Mediterrâneo e é o segundo maior porto italiano de mercadorias. Tem conexões com outros portos italianos e estrangeiros do Mediterrâneo, Médio Oriente e China.
- Manfredónia tem 3 portos: um de pesca, um industrial e um turístico (a marina del Gargano).
- Em Polignano a Mare há um porto de recreio inaugurado em 2015.
- Em Mola di Bari há um porto de pesca e uma marina, esta última uma das maiores do Adriático.
- Em Rodi Garganico há uma marina e serviços diários de hidrofólio para as ilhas Tremiti e semanalmente para a Dalmácia.
- O  porto de Barletta é predominantemente mercantil.
- O Porto de Trani é usado principalmente para o turismo e pesca. Ocasionalmente tem ligações para a costa croata.
- O porto de Bisceglie é de pesca e de turismo.
- O porto de Molfetta é principalmente de pesca.
- O porto de Monopoli é de turismo e comercial.
- O porto de Otranto é mercantil e turístico. Tem ligações para a Albânia (Vlorë) e Grécia (Corfu e Igumenitsa).
- O porto de Gallipoli é mercantil e turístico.

### Aeroportos
Os principais aeroportos da Apúlia são os de Bari e de Brindisi. Os quatro aeroportos da região com serviços comerciais públicos de passageiros são administrados pela sociedade anónima Aeroporti di Puglia.

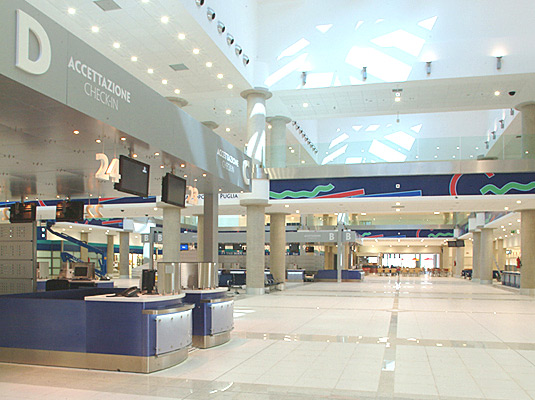
Àrea de check-in do Aeroporto de Bari-Palese

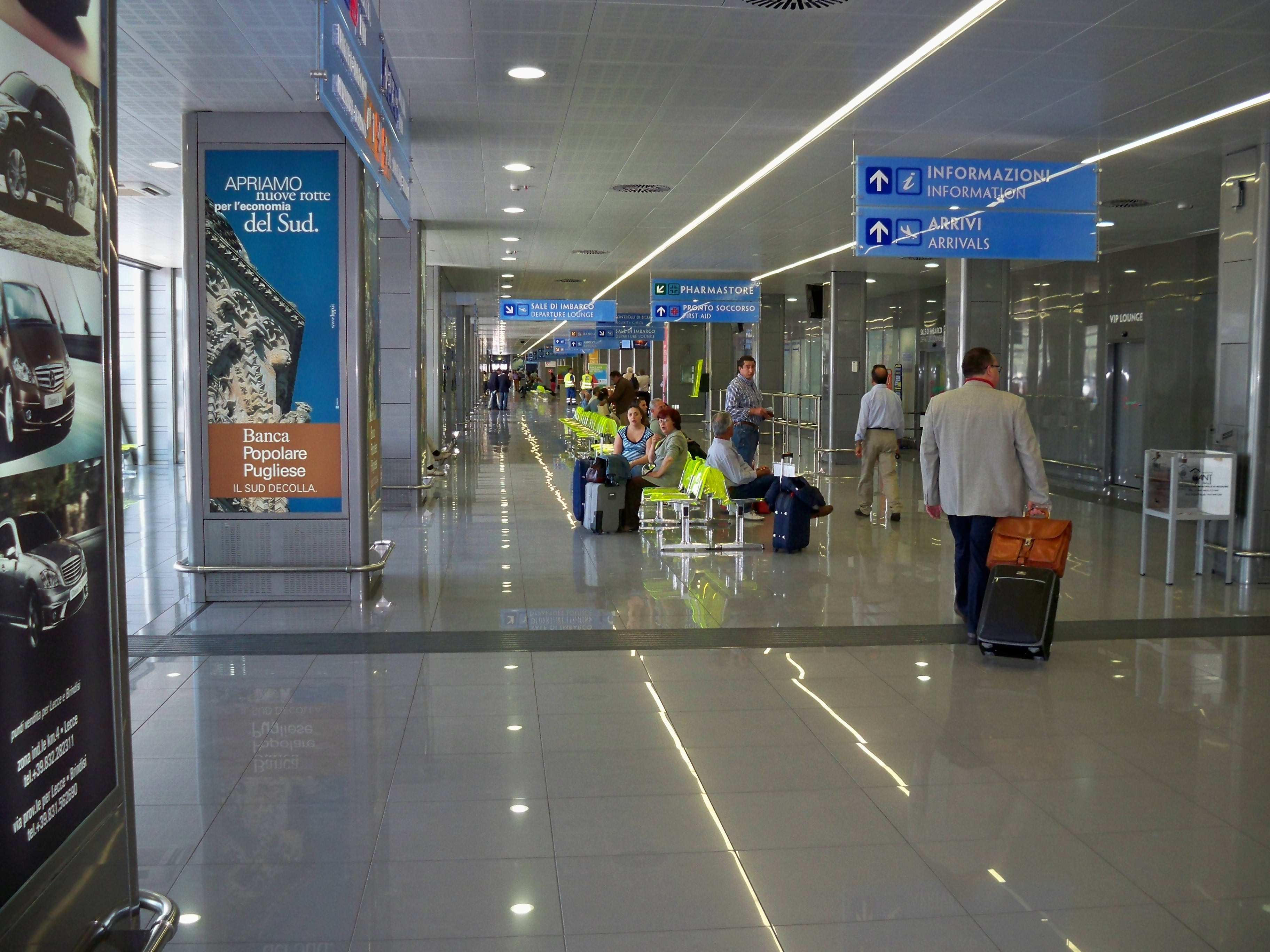
Aeroporto de Brindisi-Casale

- Aeroporto de Bari-Palese (IATA: BRI, ICAO: LIBD) 41° 8' N 16° 46' E — Também chamado Aeroporto de Palese Macchie, situa-se a norte de Bari. O terminal de passageiros, inaugurado em 2005, tem capacidade para 3 600 000 passageiros por ano e 1 400 passageiros por hora. Desde 2012 que é servido por uma linha ferroviária metropolitana. Em 2017 teve um movimento de 4 686 018 passageiros (+8,4% do que em 2016, +37,9% do que em 2010 e	+274% do que em 2000).[65]
- Aeroporto de Brindisi-Casale (IATA: BDS, ICAO: LIBR) 40° 39' 29" N 17° 56' 48" E — Também chamado Aeroporto do Salento e Aeroporto Papola Casale, situa-se a norte de Brindisi. Em 2017 teve um movimento de 2 321 147 passageiros[65] (-0,4% do que em 2016, +44,5% do que em 2010 e	+278% do que em 2000).[65] O aeroporto também é usado para fins militares e nele funciona uma base de resposta logística e de emergência humanitária da ONU.
- Aeroporto de Foggia (IATA: FOG, ICAO: LIBF) 41° 26' N 15° 32' E — Também chamado Aeroporto Gino Lisa, é pequeno aeroporto utilizado para voos domésticos e para ligações às ilhas Tremiti e às estâncias turísticas do Gargano, muitas delas de helicóptero. Em 2017 teve um movimento de 540 000 passageiros[65] (+48,4% do que em 2016, +661% do que em 2010 e	1682% do que em 2000).[65] Os planos existentes em 2011 para encerrá-lo devido à sua baixa rentabilidade derivada do pouco movimento acabaram por não se concretizar.[66]
- Aeroporto de Tarento-Grottaglie (IATA: TAR, ICAO: LIBG) 40° 31' N 17° 24' E — Também chamado Aeroporto Marcello Arlotta, situa-se na comuna de Grottaglie, 22 km por estrada a nordeste de Tarento. Até 2016 não tinha serviço de passageiros, sendo usado quase exclusivamente pela empresa aeroespacial Alenia Aeronautica.[67] Em 2017 teve um movimento de 164 000 passageiros.[65] O aeroporto também tem uso militar — nele funciona uma base da Aviação Naval da Marinha Italiana e um secção de operações aéreas da Guarda de Finanças.
- Aeroporto de Lecce-San Cataldo (ICAO: LINL) 40° 21' 35" N 18° 17' 50" E — É um aeroporto civil onde funciona uma escola de pilotagem e tem serviços de resgate por helicóptero, detecção de incêndios, reconhecimento aéreo, táxi aéreo e voos particulares. Situa-se entre San Cataldo e Lecce, 9 km a leste desta última cidade.

Na Apúlia existem também as seguintes bases aéreas:
- Gioia del Colle (ICAO: LIBV) 40° 46' N 16° 56' E — situada na orla sul de Gioia del Colle, aproximadamente a meio caminho entre Bari e Tarento.
- Lecce-Galatina (IATA: LCC, ICAO: LIBN) 40° 14' 30" N 18° 8' E — situada 15 km a sul de Lecce e 7 km a norte de Galatina.
- Amendola (ICAO: LIBA) 41° 32' 30" N 15° 43' E — situado 25 km a sudoeste de Manfredónia e 15 km a nordeste de Foggia.

## Educação
Em 2014, estavam inscritos nos estabelecimentos de ensino da Apúlia 759 592 alunos, o que representava 18,6% da população. No mesmo ano, os estudantes do ensino superior representavam 2,5% da população e havia na região 58 343 professores dos ensinos infantil, básico e  secundário contratados por escolas públicas.
| Ramo de ensino      | Alunos        | Alunos       | Alunos  | Estabelecimentos | Estabelecimentos | Estabelecimentos | Professores no setor público |
| Ramo de ensino      | Setor público | Set. privado | Total   | Set. público     | Set. privado     | Total            | Professores no setor público |
| ------------------- | ------------- | ------------ | ------- | ---------------- | ---------------- | ---------------- | ---------------------------- |
| infantil            | 96 008        | 20 050       | 116 058 | 1 053            | 485              | 1 538            | 8 129                        |
| primário            | 192 203       | 6 459        | 198 662 | 732              | 55               | 787              | 16 455                       |
| secundário 1.º grau | 129 928       | 747          | 130 675 | 418              | 13               | 431              | 12 915                       |
| secundário 2.º grau | 210 482       | 3 063        | 213 545 | 449              | 51               | 500              | 20 844                       |
| superior            | 99 198        | 1 364        | 100 562 |                  |                  |                  |                              |

### Universidades

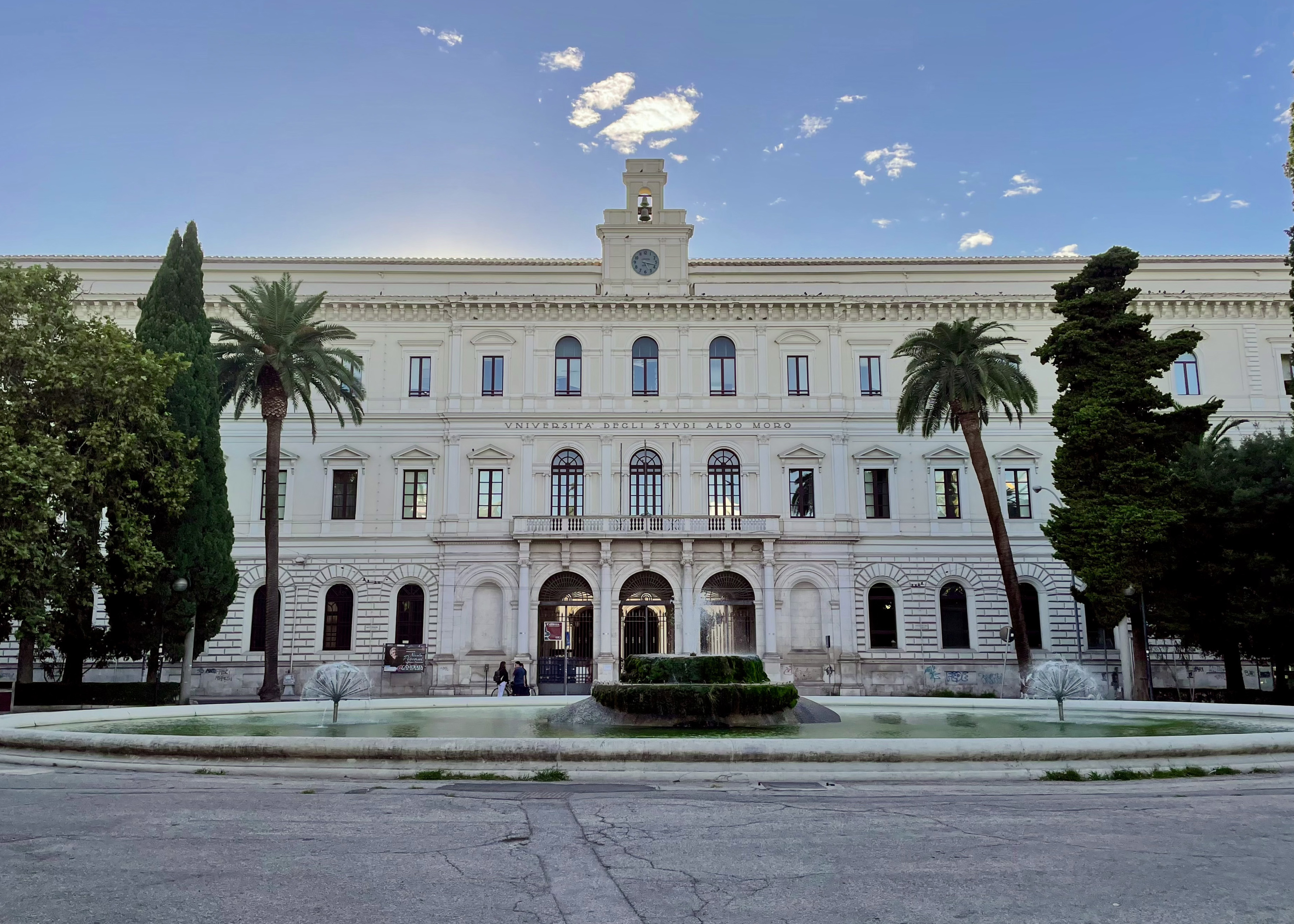
O Palácio Ateneu (Palazzo Ateneo), sede da Universidade de Bari

- Universidade de Bari Aldo Moro — Fundada em 1925, no ano letivo 2015/2016 tinha 45 962 alunos inscritos[70] em 15 faculdades e 150 cursos. Tem campi em Bari, Brindisi e Tarento.[71] Deve o seu nome ao estadista apuliense Aldo Moro, que lá foi docente durante mais de 30 anos.
- Universidade do Salento — Fundada em 1955 como Universidade de Lecce, tem o nome atual desde 2007.[72] No ano letivo 2015/2016 tinha 17 202 alunos inscritos[70] em nove faculdades. A sede é em Lecce, mas também tem campi em Brindisi, Mesagne e Monteroni di Lecce.
- Politécnico de Bari — É uma universidade técnica fundada em 1990, a partir das faculdades de engenharia e de arquitetura da Universidade de Bari. Em 1991 foi fundada a faculdade de engenharia de Tarento.[73] No ano letivo 2015/2016 tinha 9 752 alunos inscritos.[70]
- Universidade de Foggia — Foi fundada em 1990, como dependência da Universidade de Bari e tornou-se autónoma em 1999.[74] No ano letivo 2015/2016 tinha 9 255 alunos inscritos[70] em cinco faculdades, que têm instalações em várias comunas da província de Foggia.
- Libera Università Mediterranea — Também chamada Universidade LUM Jean Monnet, é uma universidade privada fundada em 1995. Tem duas faculdades (economia e direito) em Casamassima,[75] 20 km a sul de Bari. No ano letivo 2015/2016 tinha 1 244 alunos inscritos.[70]
- Libera Università Maria Santissima Assunta — Conhecida como Universidade LUMSA ou simplesmente LUMSA, é uma universidade privada católica com sede em Roma que desde 1997 tem um polo em Tarento, onde são ministrados cursos de serviço social.[76]

## Desporto
A região é muito ativa do ponto de vista desportivo. Em todas as comunas existem instalações desportivas e há alguns clubes com relevância nacional e internacional.

### Estádios

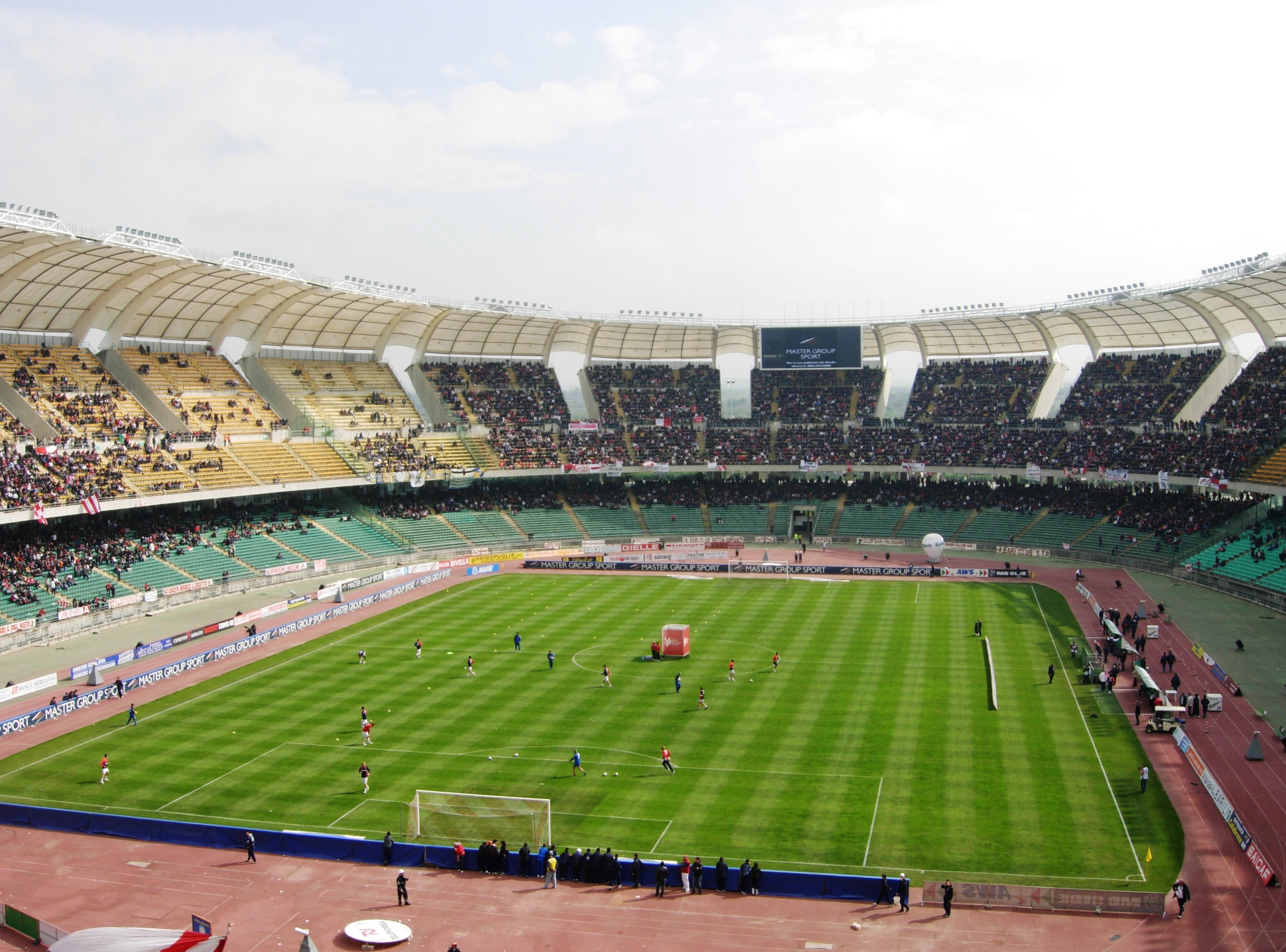
Estádio San Nicola de Bari

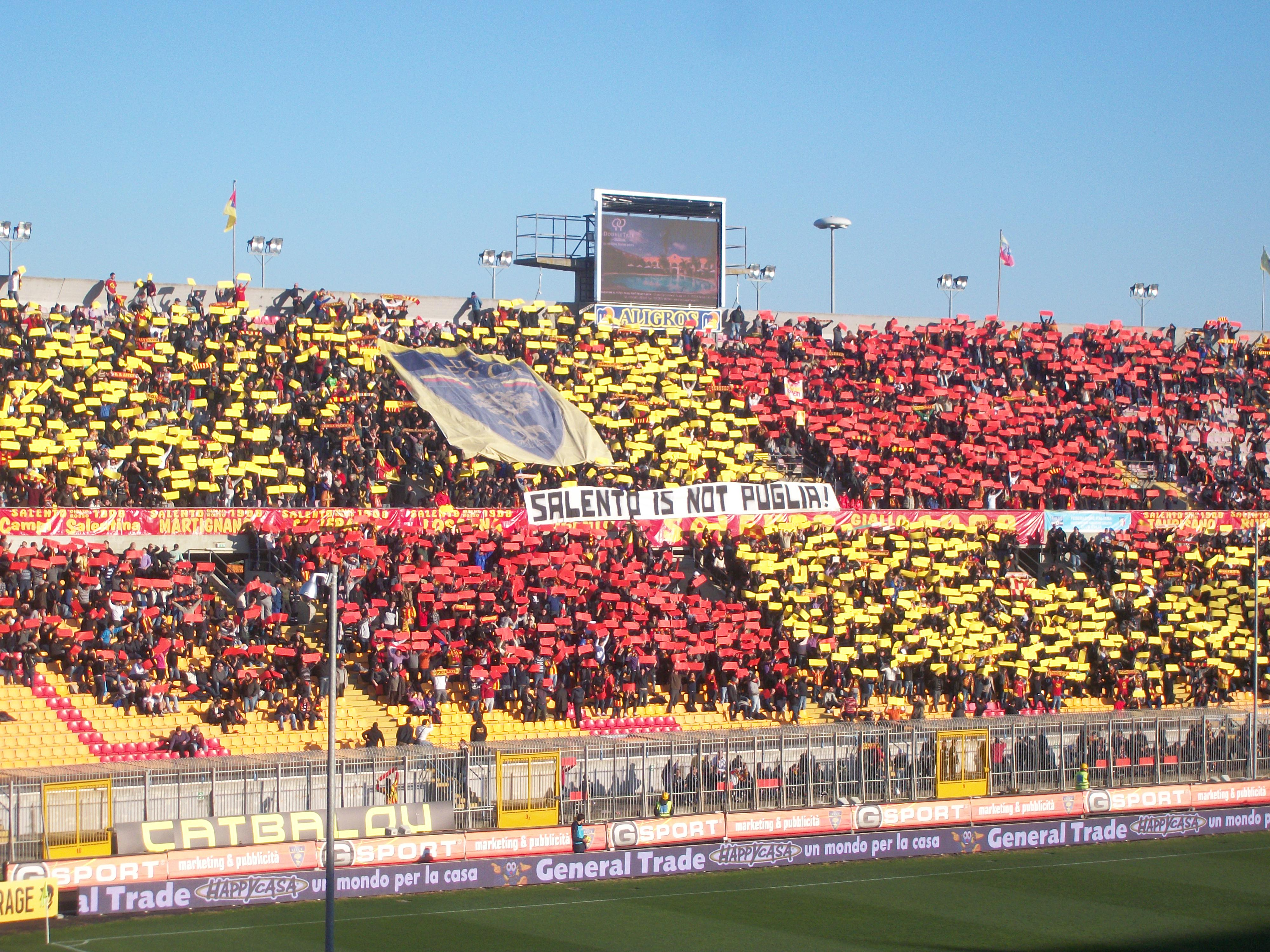
O estádio Via del Mare de Lecce durante um dérbi regional US Lecce–F.C. Bari

Os dois principais estádios da Apúlia são o San Nicola de Bari e o Via del Mare de Lecce. O primeiro tem capacidade para 58 270 espectadores, é da autoria deo arquiteto Renzo Piano e foi construído para o Campeonato do Mundo de 1990. Em 1997 foi dotado duma pista de atletismo para os Jogos do Mediterrâneo de 1997, realizados em Bari. O Estádio Via del Mare foi inaugurado em 1966; embora a lotação inicial fosse 40 670 espectadores, desde 2016 que só tem 19 202 lugares homologados, depois de durante vários anos só ter 14 287 lugares.
O Estádio da Vitória de Bari foi inaugurado em 1934. Tem capacidade para 40 000 espectadores e seis pistas de atletismo. Desde 1990 que é usado sobretudo para jogos de râguebi, futebol americano e concertos. Foi remodelado em 1997. O estádio Erasmo Iacovone, de Tarento, foi inaugurado em 1965, com lotação para 30 450 espectadores. Após ter sido remodelado em 1985, a capacidade foi reduzida para 26 884 lugares, dos quais só 12 154 estão homologados. O Estádio Pino Zaccheria de Foggia foi inaugurado em 1925 e várias vezes remodelado, a última delas em 2017. Tem 25 085 lugares, dos quais 17 368 homologados.
O Estádio Lello Simeone de Barletta dispõe dum velódromo de cimento com 333,3 metros de perímetro e dum campo de futebol de terra batida. Foi construído nos anos 1930 e além de eventos de ciclismo e de futebol é usado para partidas de râguebi e de futebol americano. Há pelo menos mais quatro velódromos na região, mas só o Lello Simeone está em condições de ser usado.

### Outras infraestruturas desportivas
Na Apúlia há dois hipódromos (o Paulo VI em Tarento e o "dei Sauri" (dos alazões) em Castelluccio dei Sauri), dois autódromos (o do Levante em Binetto, usado sobretudo para motociclismo, e o Circuito de Nardò, uma pista de testes que desde 2012 é propriedade da Porsche).

### Clubes de futebol masculino
As equipas de futebol profissional da Apúlia em 2018 eram as seguintes:
- F.C. Bari — Fundado em 1908, foi dissolvido três vezes, a última delas em 2014, por ter ido à falência. Já esteve primeira divisão nacional em muitas ocasiões. O seu melhor resultado foi um sétimo lugar em 1947. Na temporada 2017–2018 ficou no 7.º lugar da Série B (2.ª divisão nacional).

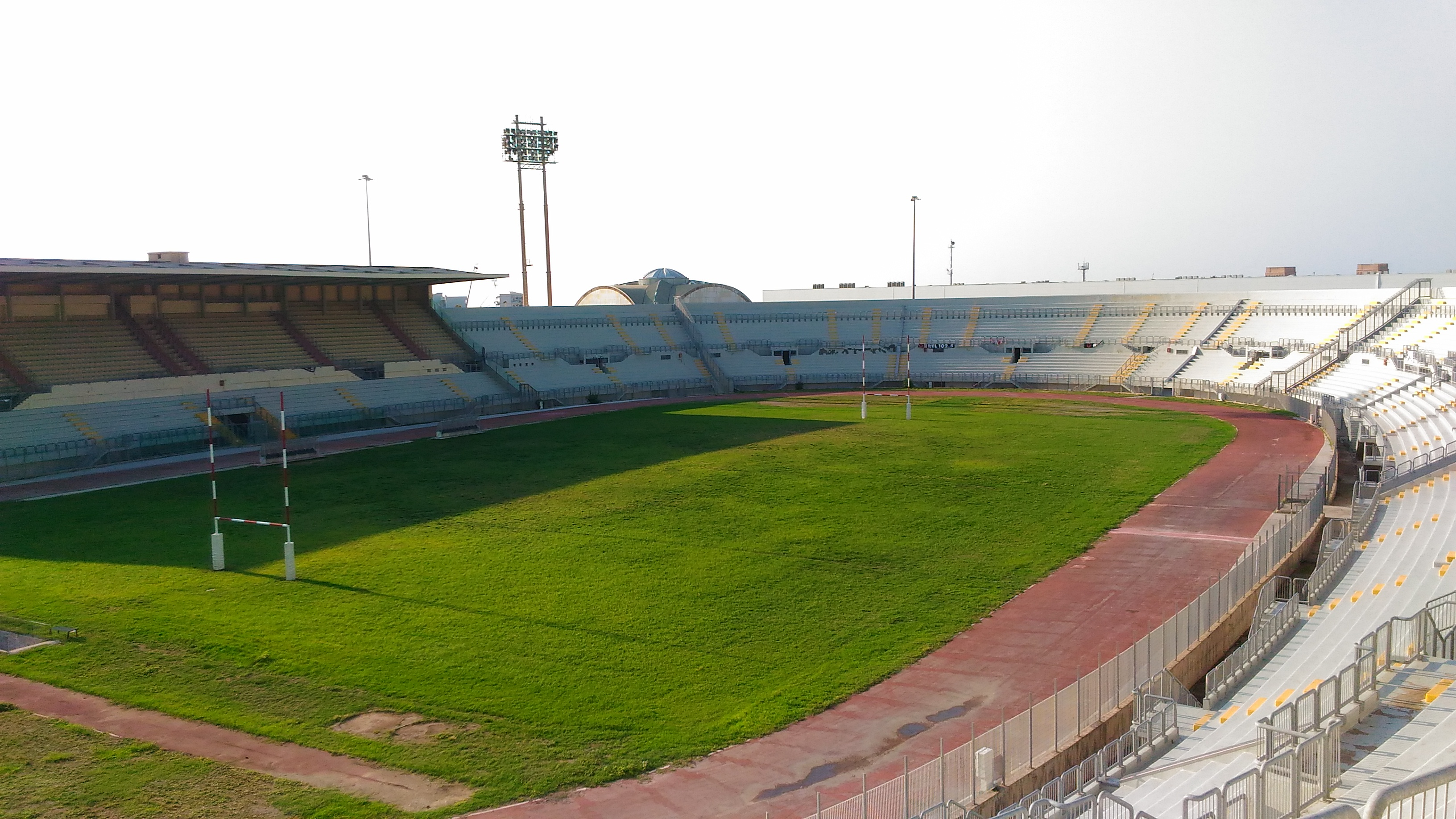
Estádio da Vitória, em Bari

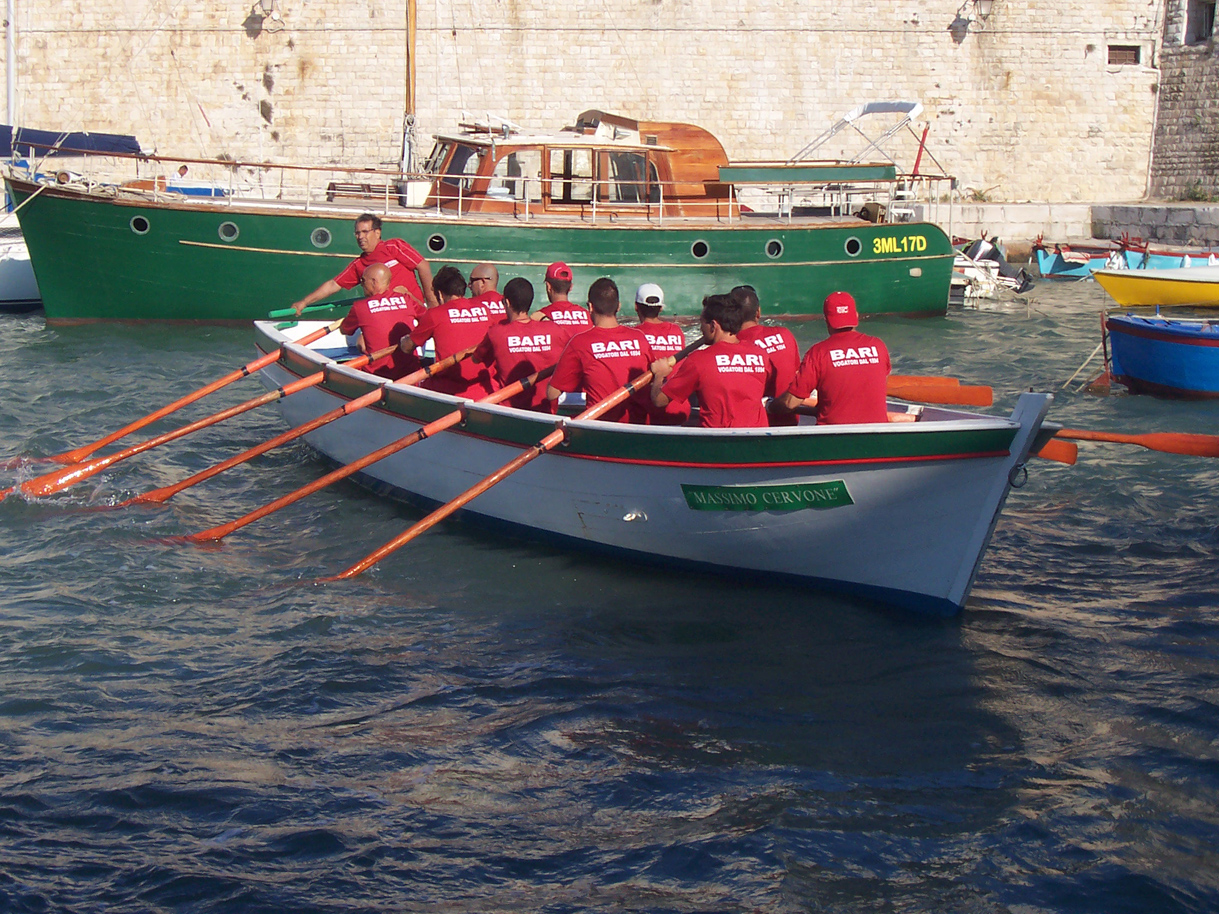
Prova de remo em Bari

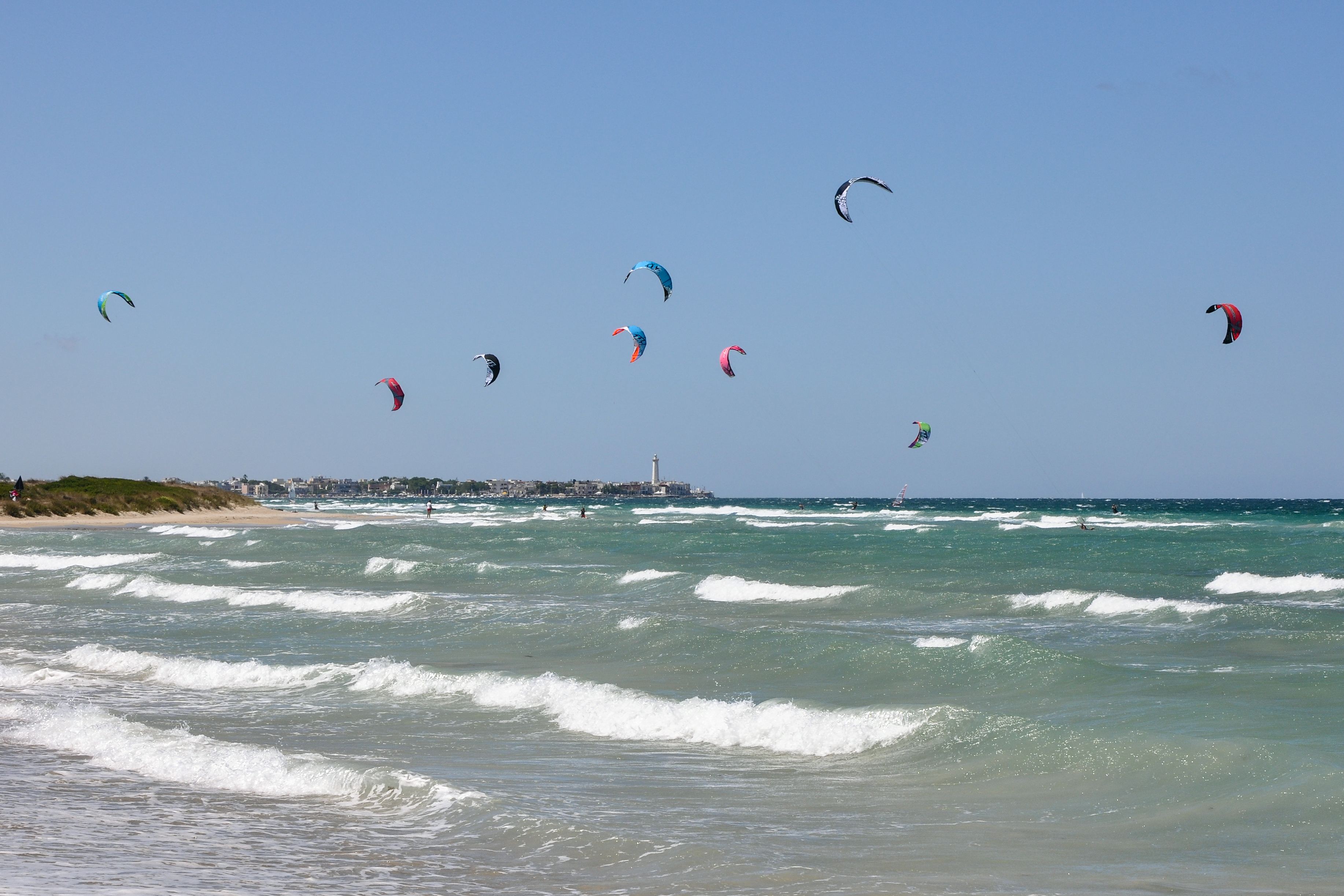
Kitesurf em Bari

- U.S. Lecce — Fundado em 1908, jogou 15 temporadas na primeira divisão, a última delas em 2011–2012. Em 2017–2018 ganhou o grupo C da Serie C (3.ª divisão), subindo de divisão.
- U.S. Foggia — Fundado em 1920, foi à falência em 2004 e 2012, tendo sido refundado. O seu apogeu foi durante a década de 1990, quando disputou 5 temporadas seguidas na primeira divisão, entre 1991 e 1995. Depois disso esteve vários anos em divisões abaixo da segunda, onde voltou na temporada 2017–2018, que terminou em 9.º lugar.
- Fidelis Andria — Fundado em 1920, foi dissolvido e refundado várias vezes ao longo da sua história, a última delas em 2013, por ter ido à falência. Esteve algumas vezes na segunda divisão nacional, mas desde o final da década de 1990 que joga em divisões inferiores. Na época 2017–2018 terminou na 16.ª posição do grupo C da Série C (3.ª divisão).
- Virtus Francavilla — Clube da cidade de Francavilla Fontana, foi fundado em 1946 e dissolvido em 1996, tendo sido refundado em 2007. Até 2016–2017 jogou na Série D (4.ª divisão nacional) e em divisões regionais. Desde então que tem disputado do grupo C da Série C, tendo ficado em 9.º lugar na época 2017–2018.
- S.S. Monopoli — Clube da cidade de Monopoli, fundado em 1958 e dissolvido e refundado várias vezes, a última delas em 2010. Desde 1978 que tem oscilado entre a 5.ª e a 3.ª divisões nacionais. Terminou a época 2017–2018 em 6.º lugar do grupo C da Série C.
- Taranto F.C. — Clube de Tarento, fundado em 1927 e dissolvido duas vezes. Foi refundado em 2012. Entre os anos 1940 e 1993 esteve a maior parte do tempo na Série B e nunca baixou da Série C. Desde 2012–2013 que está na Série D, tendo terminado a época 2017–2018 em 4.º lugar do grupo H.
- A.S. Bisceglie — Clube da cidade de Bisceglie fundado em 1913 e e dissolvido e refundado duas vezes, a última delas em 1998. Desde os anos 1970 que tem estado na Série D e divisões regionais. Em 2016–2017 foi promovido à Série C e 2017–2018 ficou em 11.º lugar  do grupo C da Série C.
- Manfredonia Calcio — Clube de Manfredónia fundado em 1932 e dissolvido e refundado três vezes, a última delas em 2010. Chegou a estar na Série C na década de 2000, mas durante a maior parte da sua história oscilou entre a Série D e divisões regionais. Em 2017–2018 ficou em 17.º lugar do grupo H da Série D, tendo sido rebaixado para a primeira divisão regional.

Outros clubes apulienses com alguma importância são, por exemplo, o  A.C.D. Nardò, o  U.S.D. San Severo, o  U.S.D. Audace Cerignola, o  U.S.D. Città di Fasano e  Associazione Calcio Dilettantistica Ars et Labor Grottaglie.

### Clubes de futebol feminino
A Associazione Sportiva Dilettantistica Pink Sport Time, fundada em 2001 em Bari, jogou na Série A (1.ª divisão) nas temporadas 2014–2015 e 2017–2018 (10.ª lugar). Outras equipas de alguma relevância são o Salento Women e o Apulia Trani. A Alaska Gelati Lecce, um clube de Veglie existente entre 1970 e 1984, ganhou o campeonato nacional italiano em 1981, 1982 e 1983 e a Taça de Itália em 1981 e 1982. O Trani 80, fundado em 1979 e dissolvido em 1988, ganhou o campeonato nacional italiano em 1984, 1985 e 1986 e a Taça de Itália em 1983.

### Clubes de outras modalidades
O clube de hóquei em patins AFP Giovinazzo, fundado em 1968, durante a maior parte da sua história jogou na Série A1 (1.ª divisão italiana), tendo estado várias vezes nos primeiros lugares dessa divisão e na Taça de Itália entre o final da década de 1970 e meados da década de 1980. Na época 2017–2018 ficou em último lugar da Série A1, onde estava desde 2007.
O clube de basquetebol masculino New Basket Brindisi tem disputado a 1.ª divisão desde 2010. O clube de basquetebol feminino Taranto Cras Basket ganhou quatro campeonatos nacionais (2003, 2009, 2010 e 2012), duas Taças de Itália (2003 e 2012), três Supertaças (2003, 2010 e 2011); ficou em segundo lugar na Eurocup de 2009. Desde 2013 que só participa em campeonatos juvenis devido a problemas financeiros. A equipa de basquetebol em cadeira de rodas Dream Team Taranto jogou entre 2002 e 2010, tendo ganho um campeonato nacional, um taça e uma supertaça.
Sobretudo desde o início da década de 2000 que três clubes apulienses se destacam no andebol italiano. O Handball Club Conversano joga na 1.ª divisão desde 1980 praticamente sem interrupção e desde 2002 que é uma das equipas italianas com mais sucesso desportivo, tendo ganho seis campeonatos nacionais, cinco taças, três supertaças e três handball trophy. O Handball Casarano tem no seu palmarés três vitórias no campeonato nacional, duas taças e duas supertaças. O Pallamano Junior Fasano ganhou três vezes o campeonato nacional, três taças e uma supertaça. O Pallamano Noci é outro clube da 1.ª divisão nacional e o Pallamano Altamura tem oscilado entre a 1.ª e a 2.ª divisões nacionais. No andebol feminino destaca-se o Amatori Handball Conversano, Campeão nacional em 2015 e 2016.
O New Mater Volley de Castellana Grotte já foi campeão da segunda divisão nacional de voleibol em 2012 e terminou a época de 2017–2018 no 14.º lugar da 1.ª divisão. Outro clube de vólei apuliense extinto em 2010 que jogou na 1.ª divisão foi o Prisma Volley de Tarento. A equipa de vólei feminino Amatori Volley Bari, que no início da década de 2010 jogava na série D regional, ganhou o campeonato italiano em 1979, a Taça de Itália em 1988 e a Taça Challenge em 1984.

### Principais eventos desportivos anuais
Rali do Salento — É uma prova automobilística que se realiza anualmente em junho nas estradas da província de Lecce, que conta para o Campeonato Italiano de Rali.
Reconstituição da prova Milão-Tarento —  A Milão-Tarento foi um prova de motociclismo de estrada que se realizou entre 1937 e 1940 e de 1950 a 1956. Desde 1987 que é revivida anualmente em julho com motos antigas.
Taça Fasano-Selva — É uma corrida de montanha que se realiza anualmente em agosto num percurso com 5,6 km em curvas fechadas da estrada 172 na comuna de Fasano.
Taça Messapica — É uma prova de ciclismo que se realiza em agosto desde 1952 num circuito parcialmente urbano na comuna Ceglie Messapica.